# Biserica unitariană din Mitrești

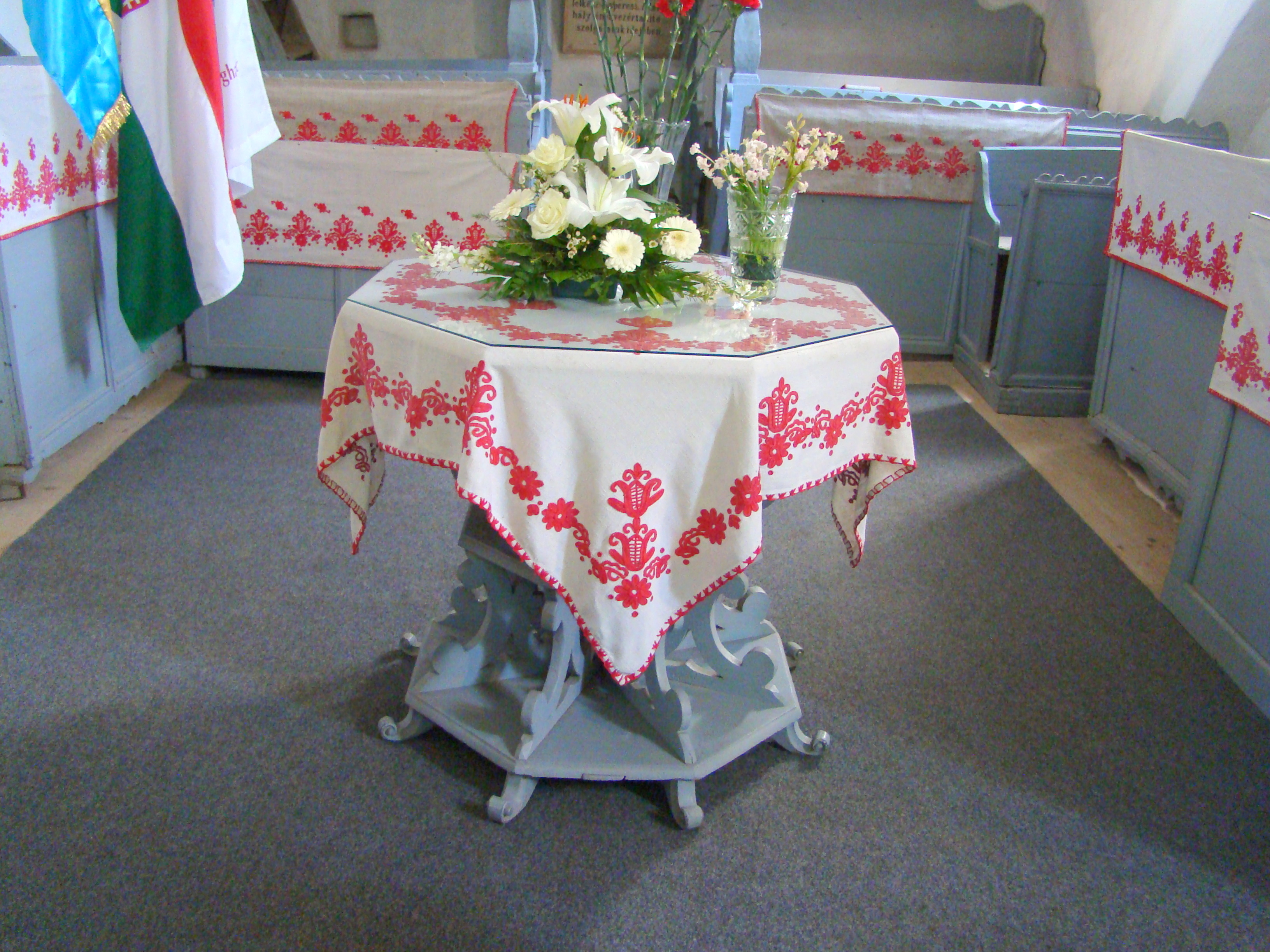
Masa Domnului

Biserica unitariană din Mitrești este un monument istoric aflat pe teritoriul satului Mitrești, comuna Vărgata. În Repertoriul Arheologic Național, monumentul apare cu codul 120101.01.

## Localitatea
Mitrești (în maghiară Nyárádszentmárton) este un sat în comuna Vărgata din județul Mureș, Transilvania, România. Primele mențiuni despre această așezare datează din anul 1332, când era cunoscută sub numele de Sancto Martino.

## Biserica
Biserica unitariană este o clădire romanică din secolul al XIII-lea. Până în 1629, o clopotniță din lemn a existat lângă biserică. Turnul voluminos de piatră a început să fie construit în 1698, dar la începutul Răscoalei lui Rákóczi, lucrările au fost oprite. Lucrările au fost reluate de zidarii din Sighișoara în iunie 1702, fiind finalizate în șase săptămâni. Conform unei inscripții din galeria de vest, turcii au incendiat biserica (în timpul invaziei turco-tătare din 1661) astfel încât au rămas doar zidurile: „Turca feroce Sacras igne combuscerat aedes, Horidus aspectu nihil nisi murus erat..."
Biserica are un tavan casetat realizat în anul 1667. Cu 63 de panouri (9 în lungime și 7 în lățime), tavanul poate fi clasificat ca fiind de dimensiuni medii. Pe una dintre cele două casete inscripțonate din centru scrie: Illius in Laudem reparantur tecta perennem/Qui Deus est solus Primaque Causa Boni. Data mai sus - AD: 16 67. Meșterii care au realizat tavanul casetat au fost Kozma Mihály, Havadi András și Sipos János Dékány.

## Vezi și
- Mitrești, Mureș

## Imagini din exterior

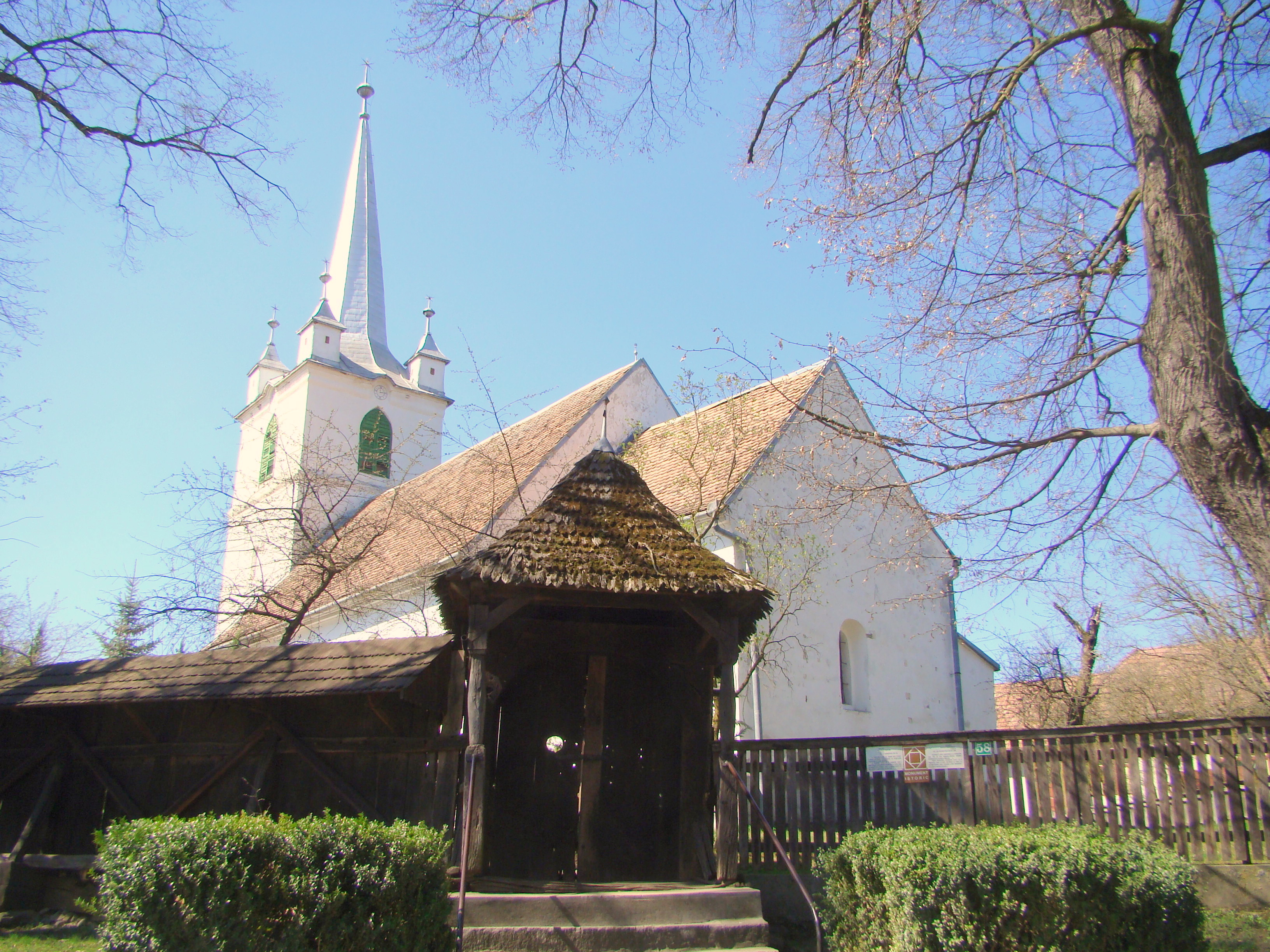
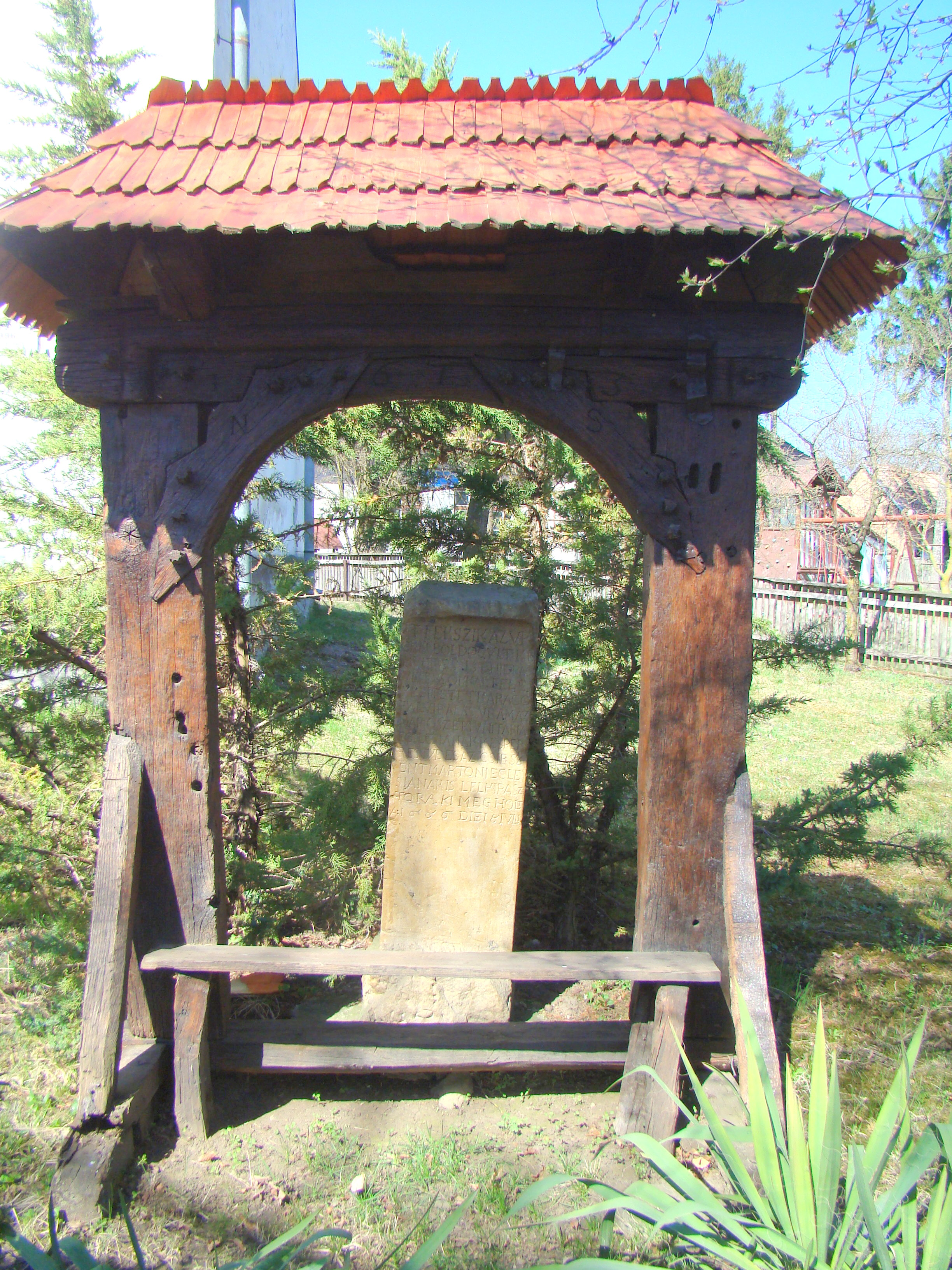
Vechea poartă de lemn, mutată în curtea bisericii, este datată din 1673
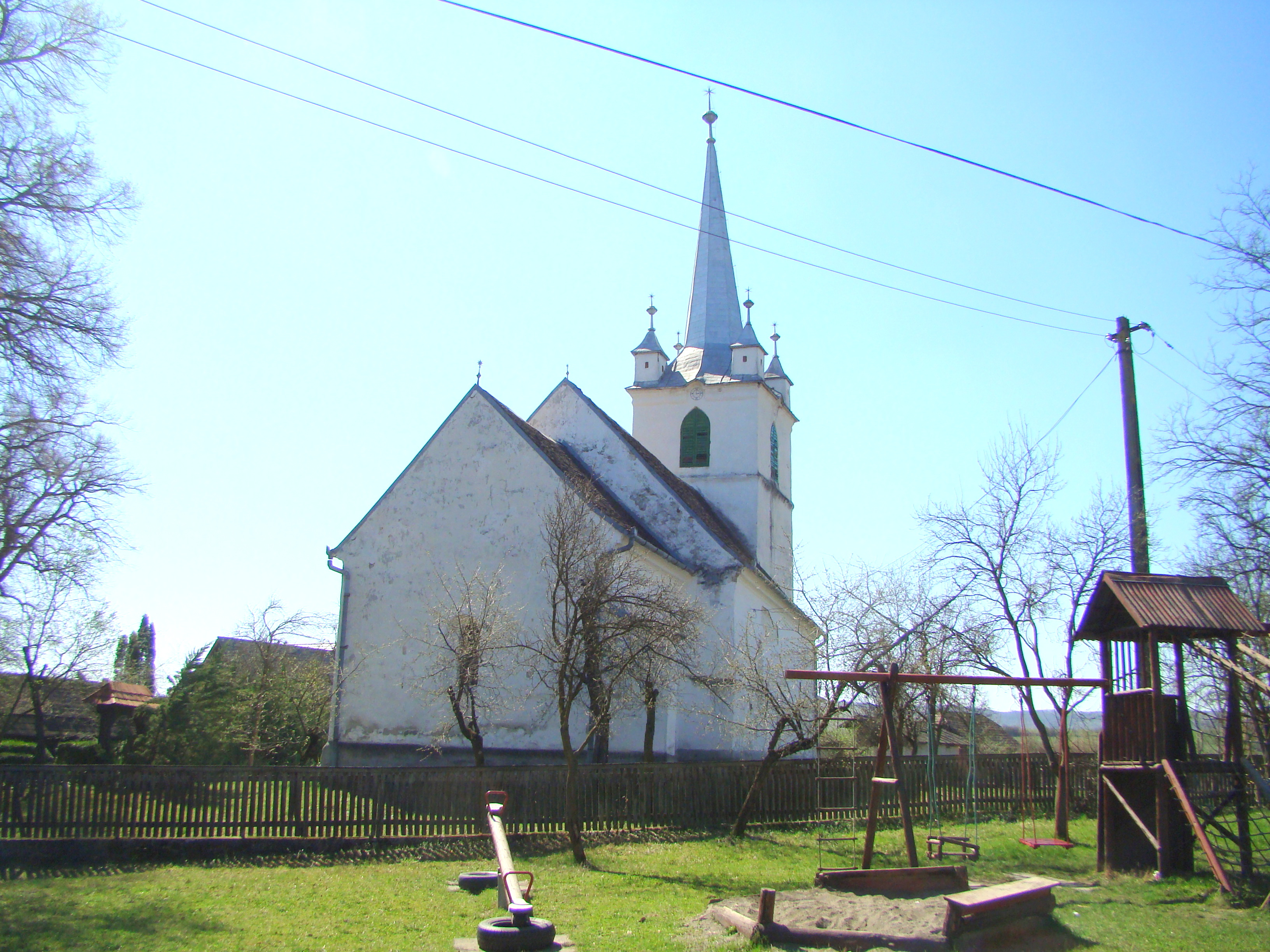
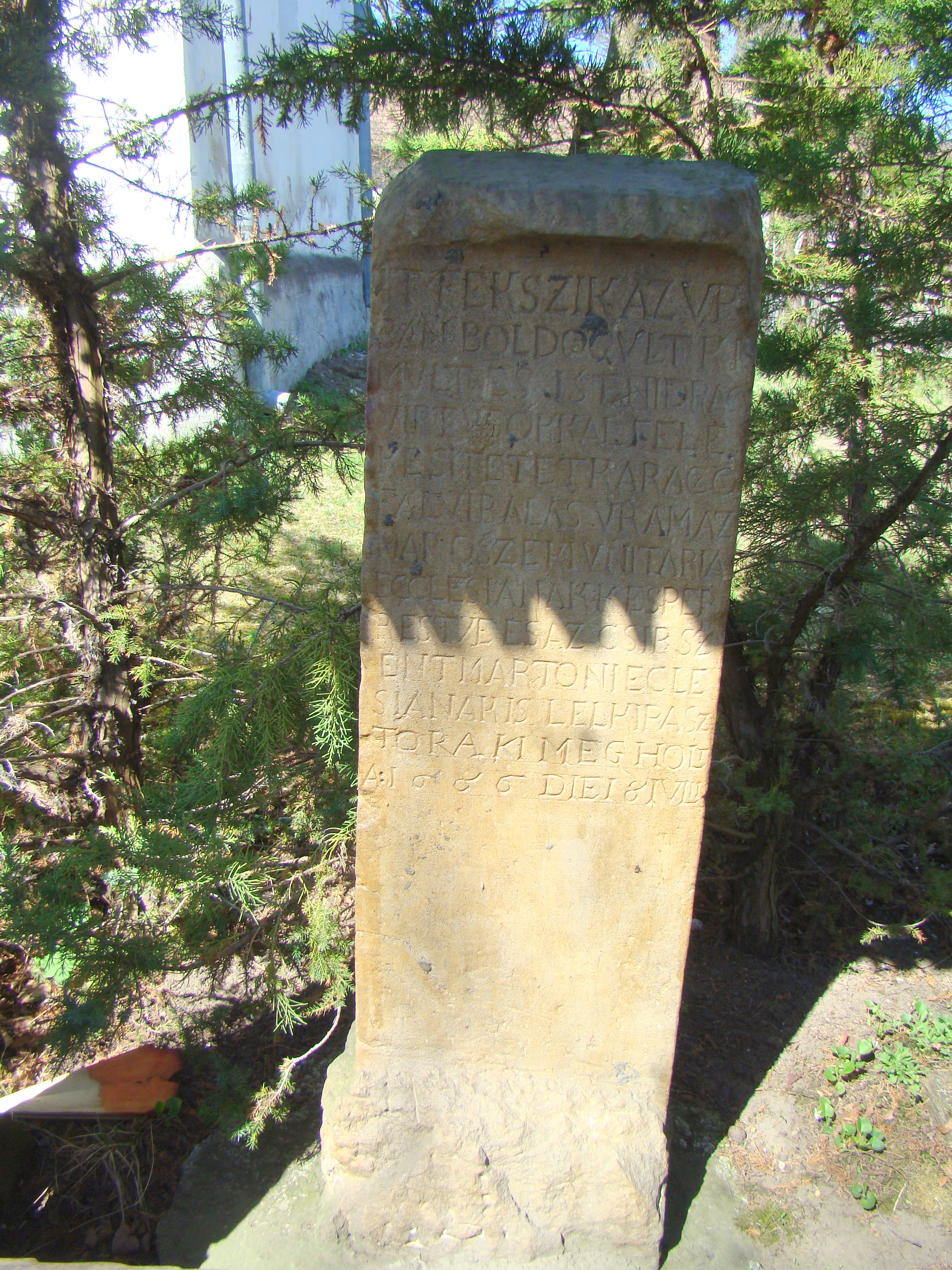
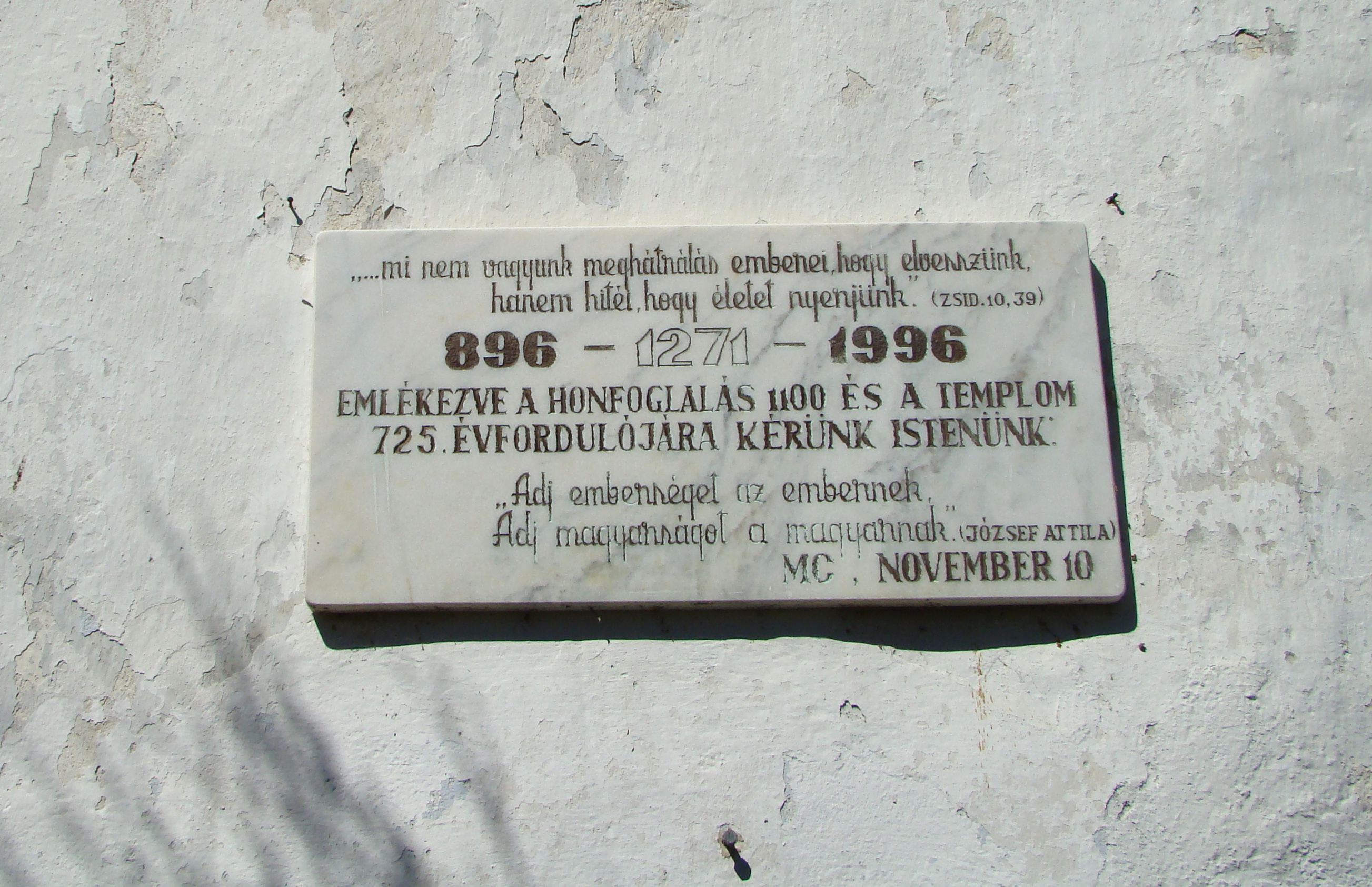
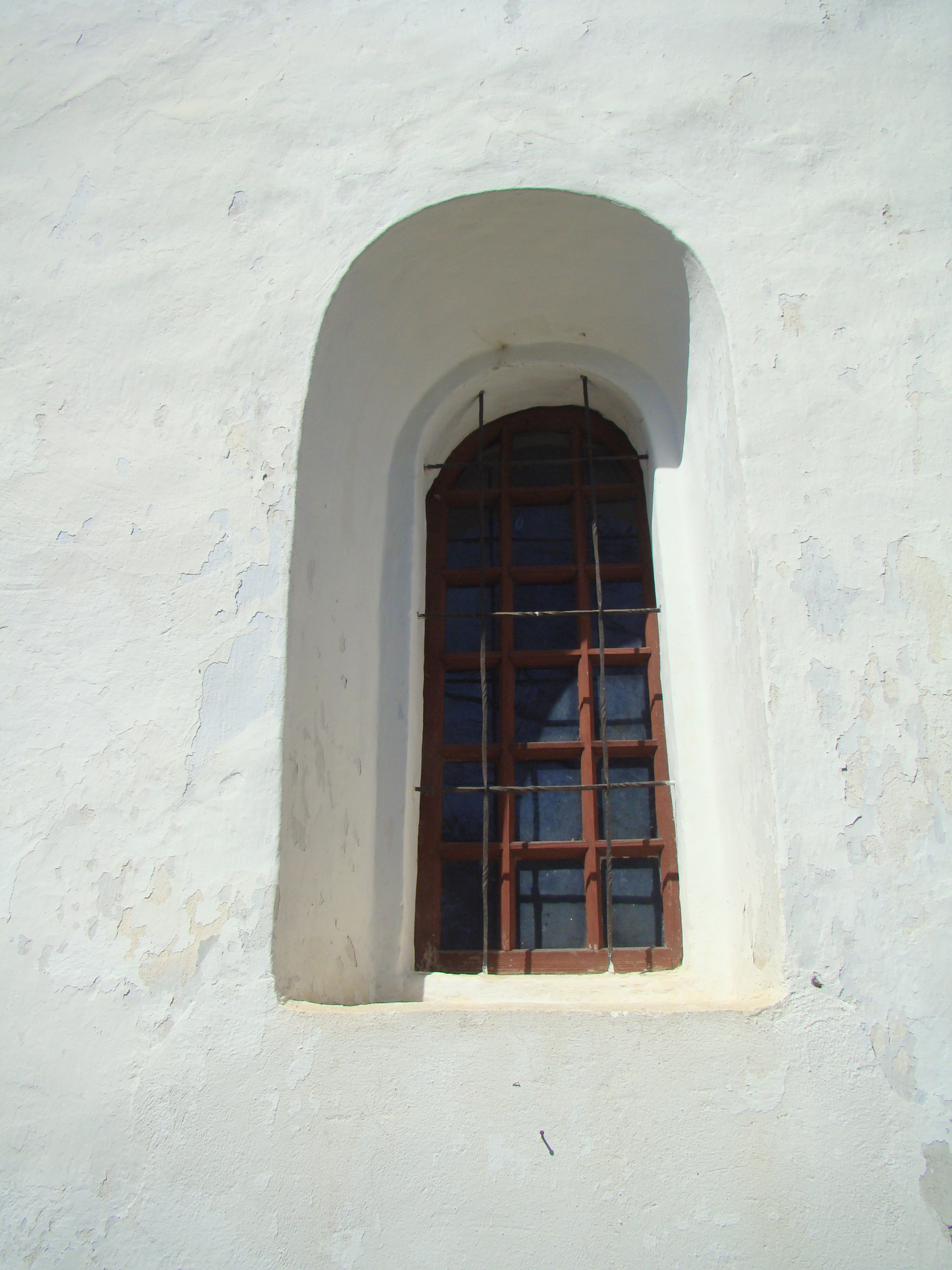
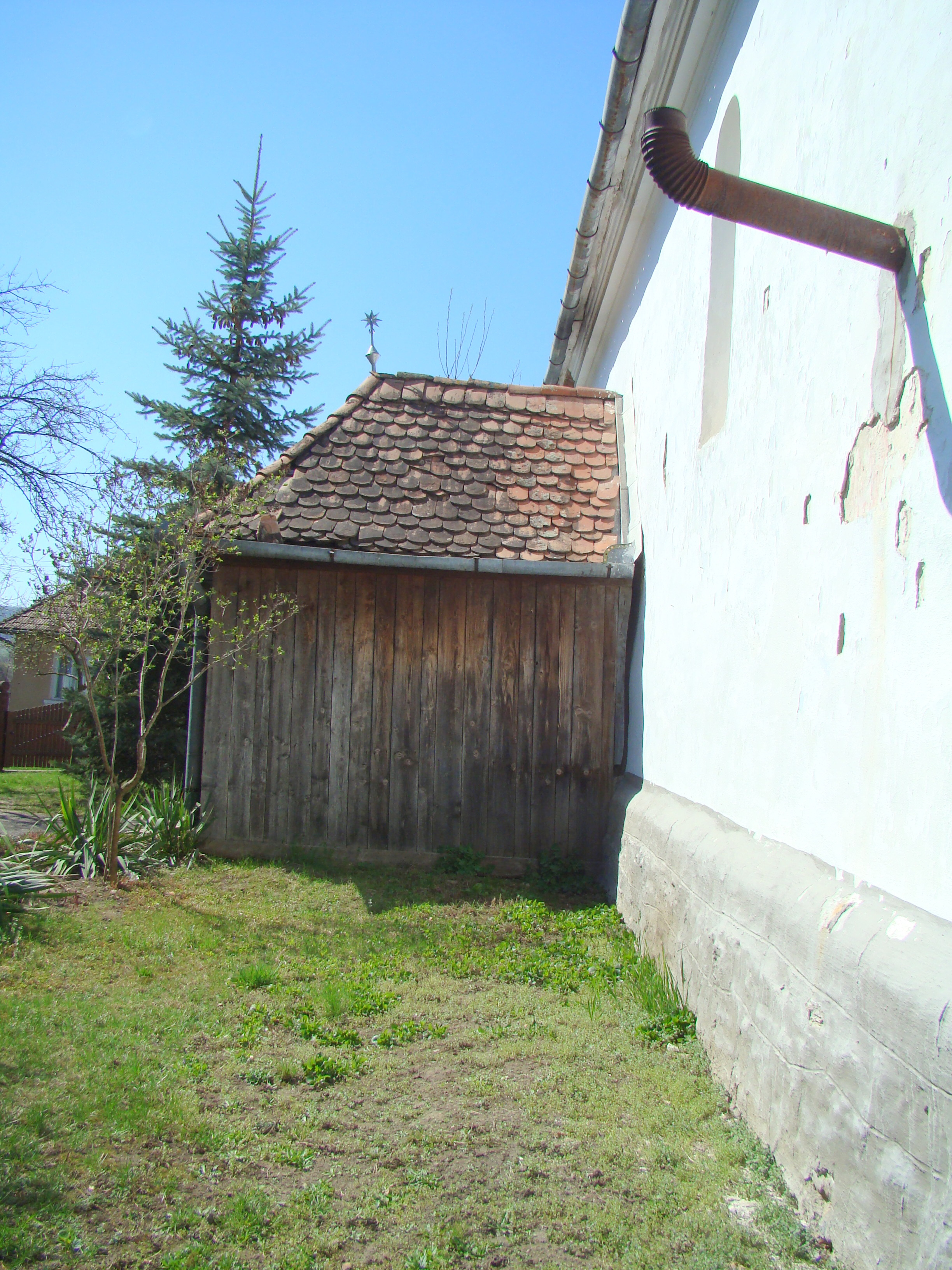
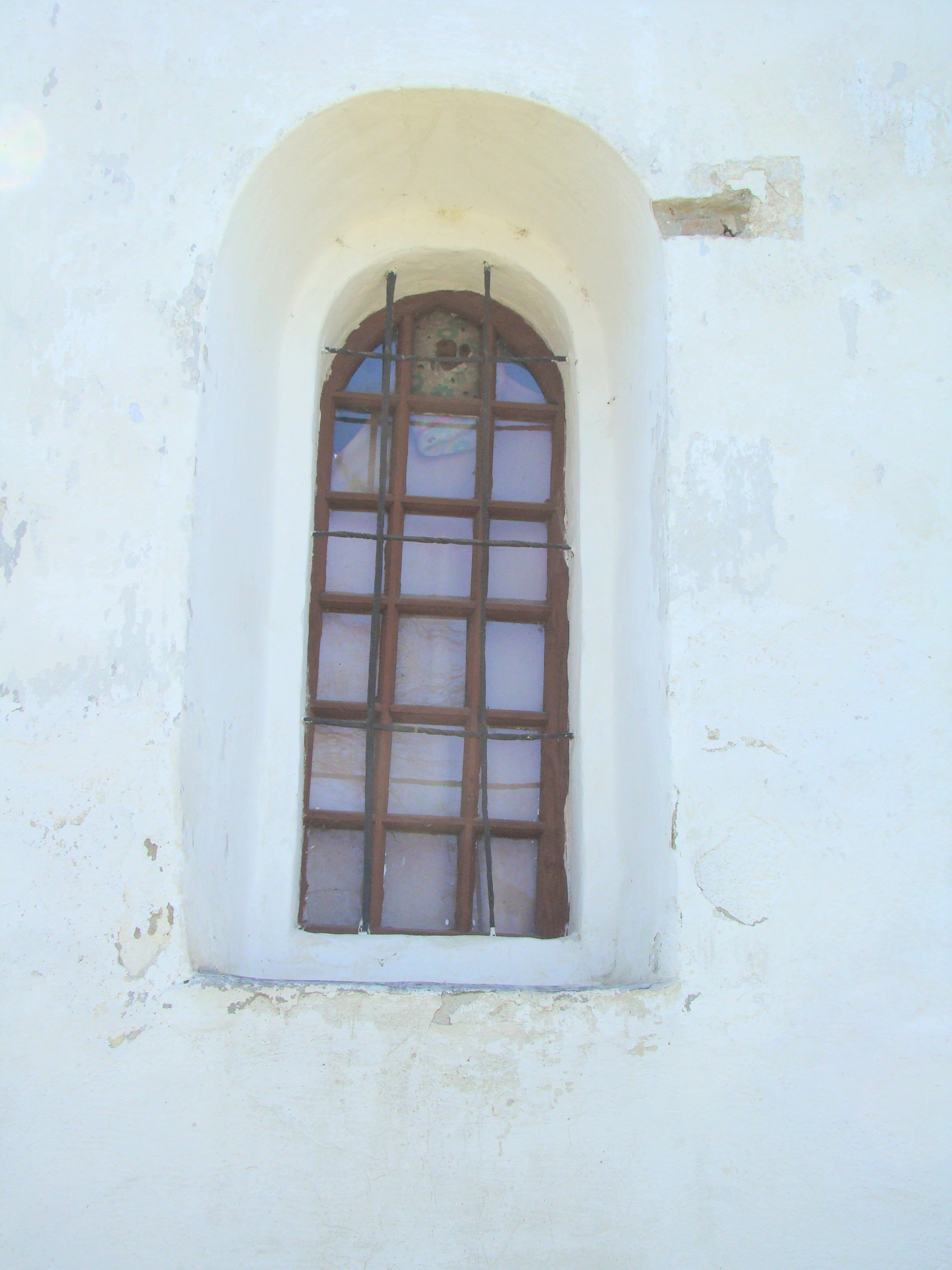
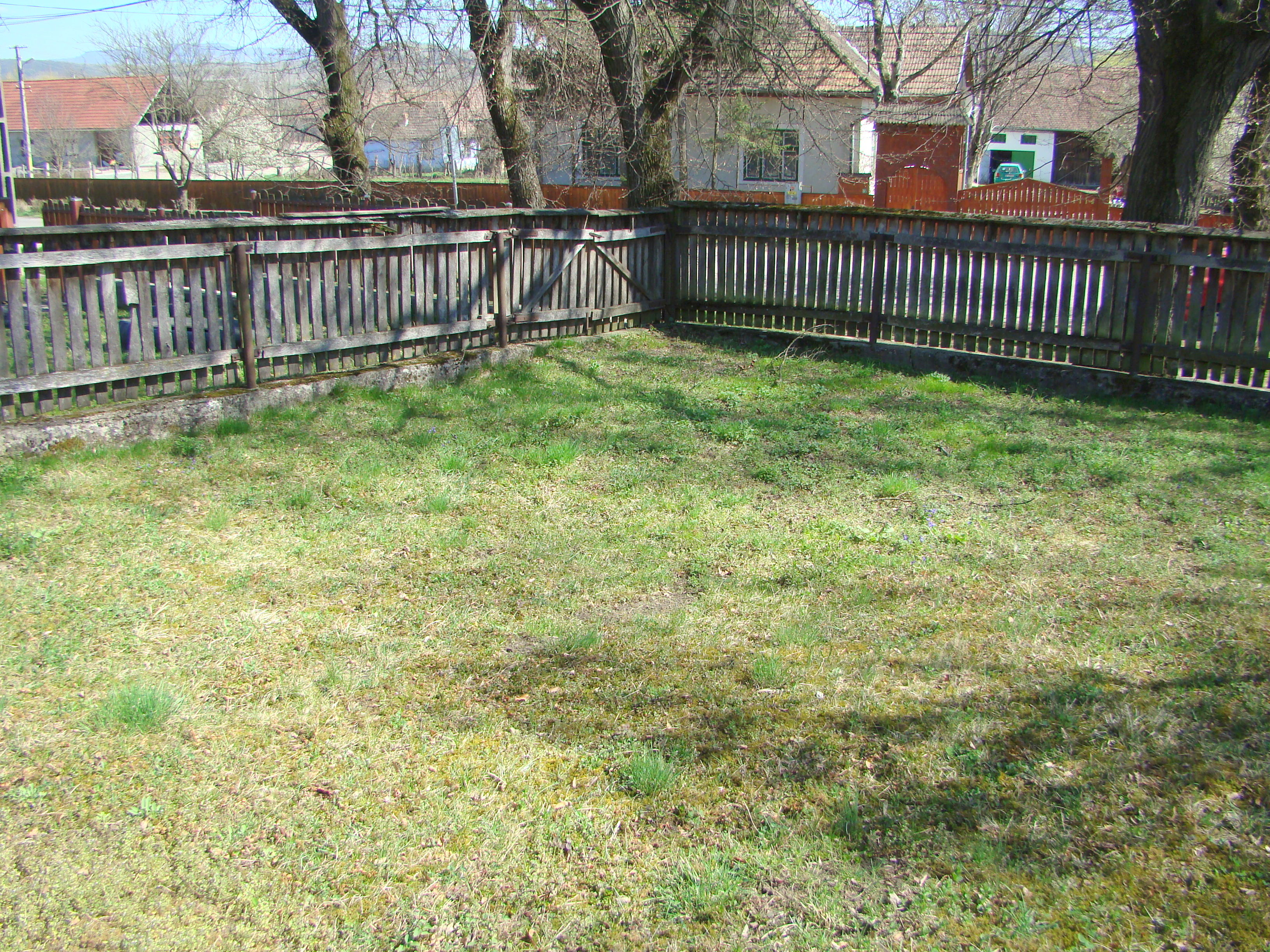
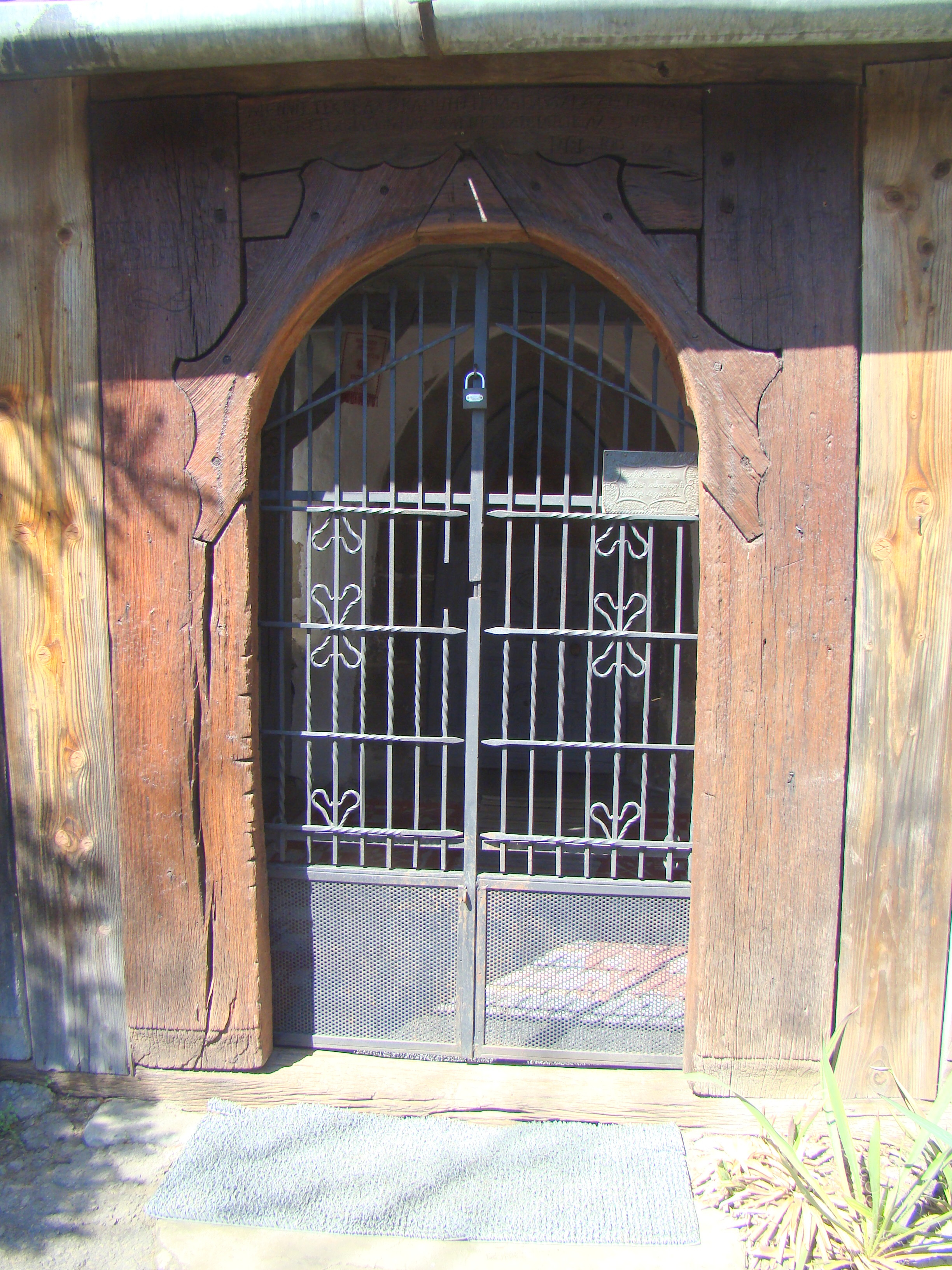
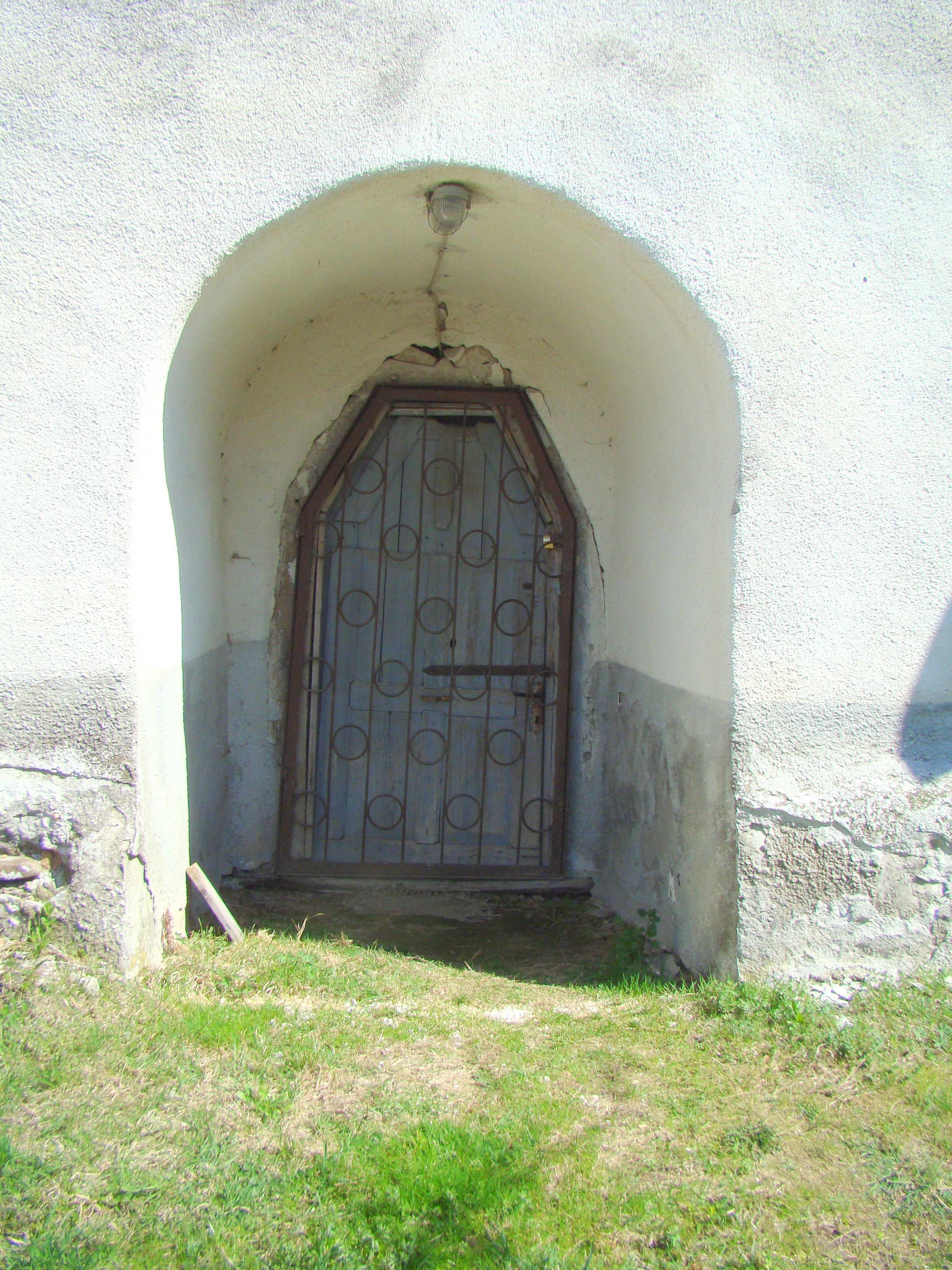
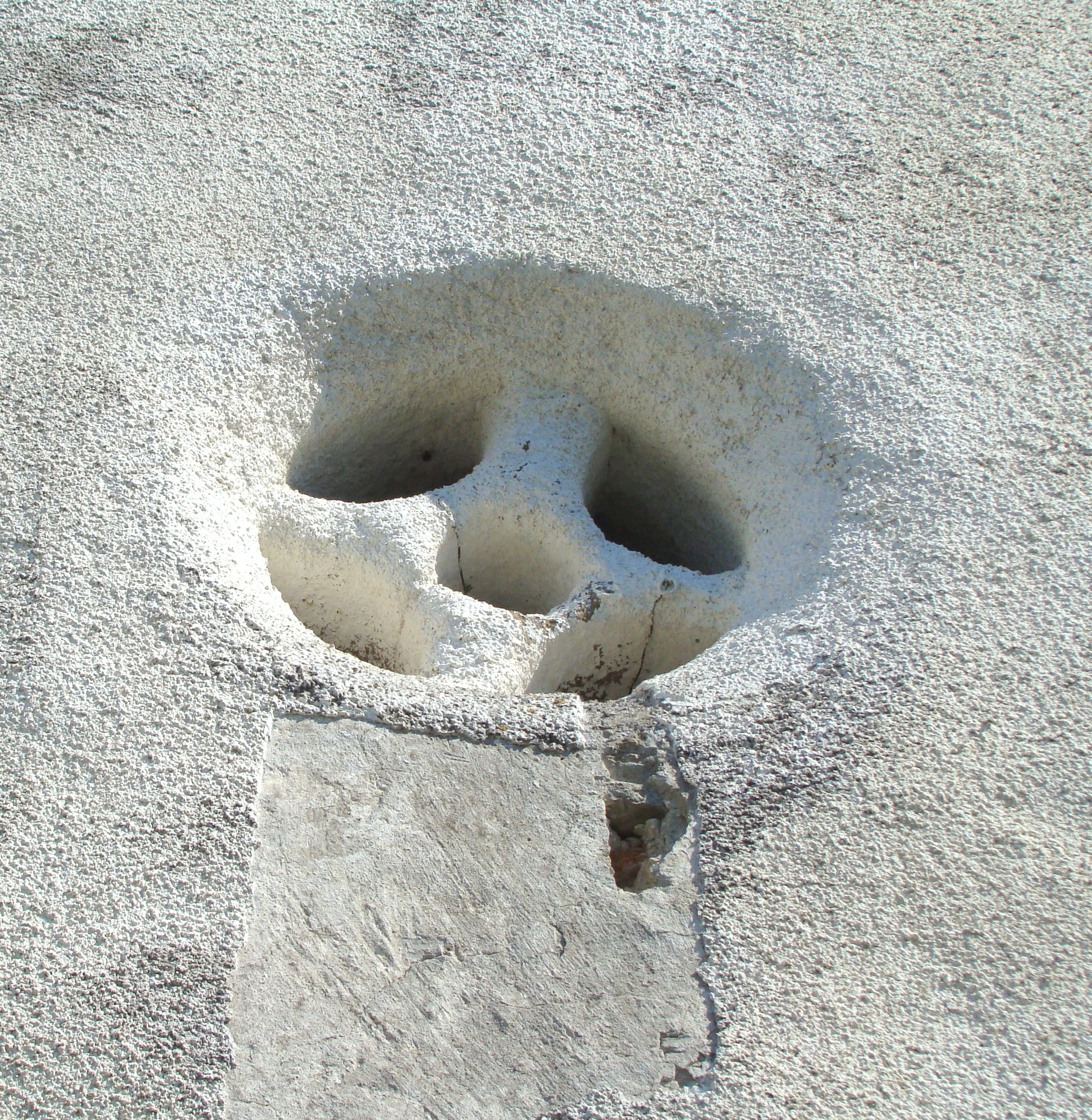
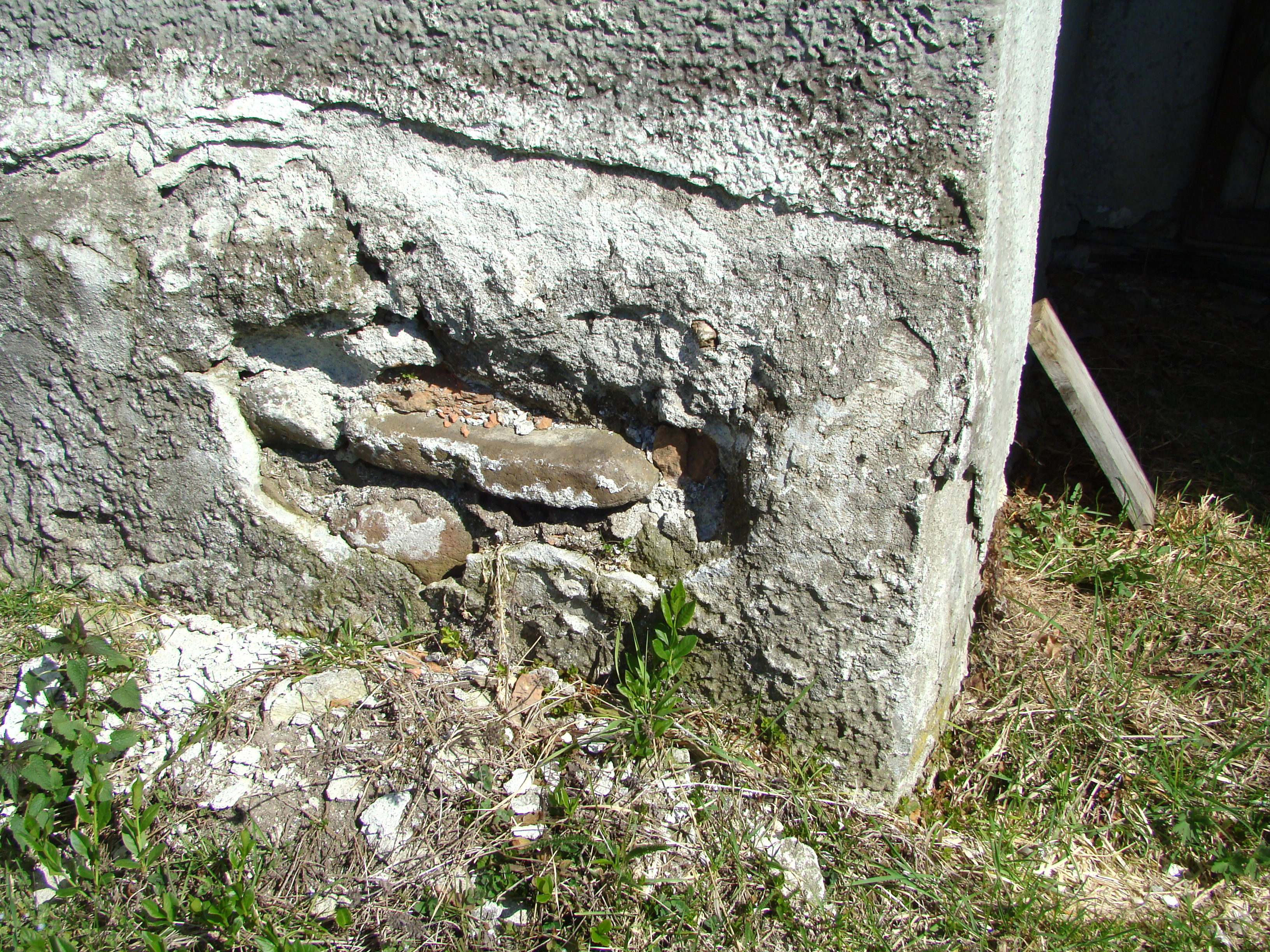
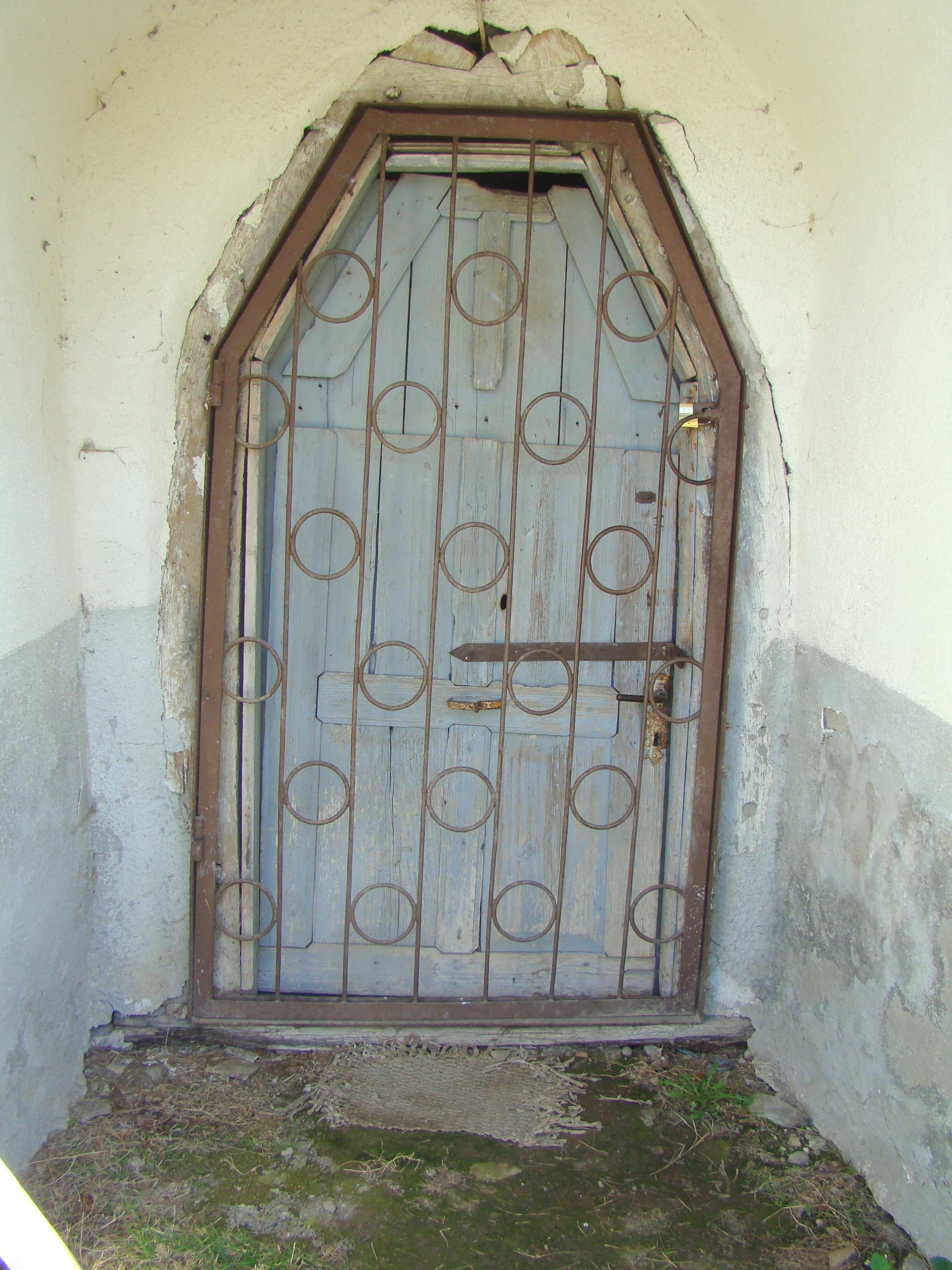
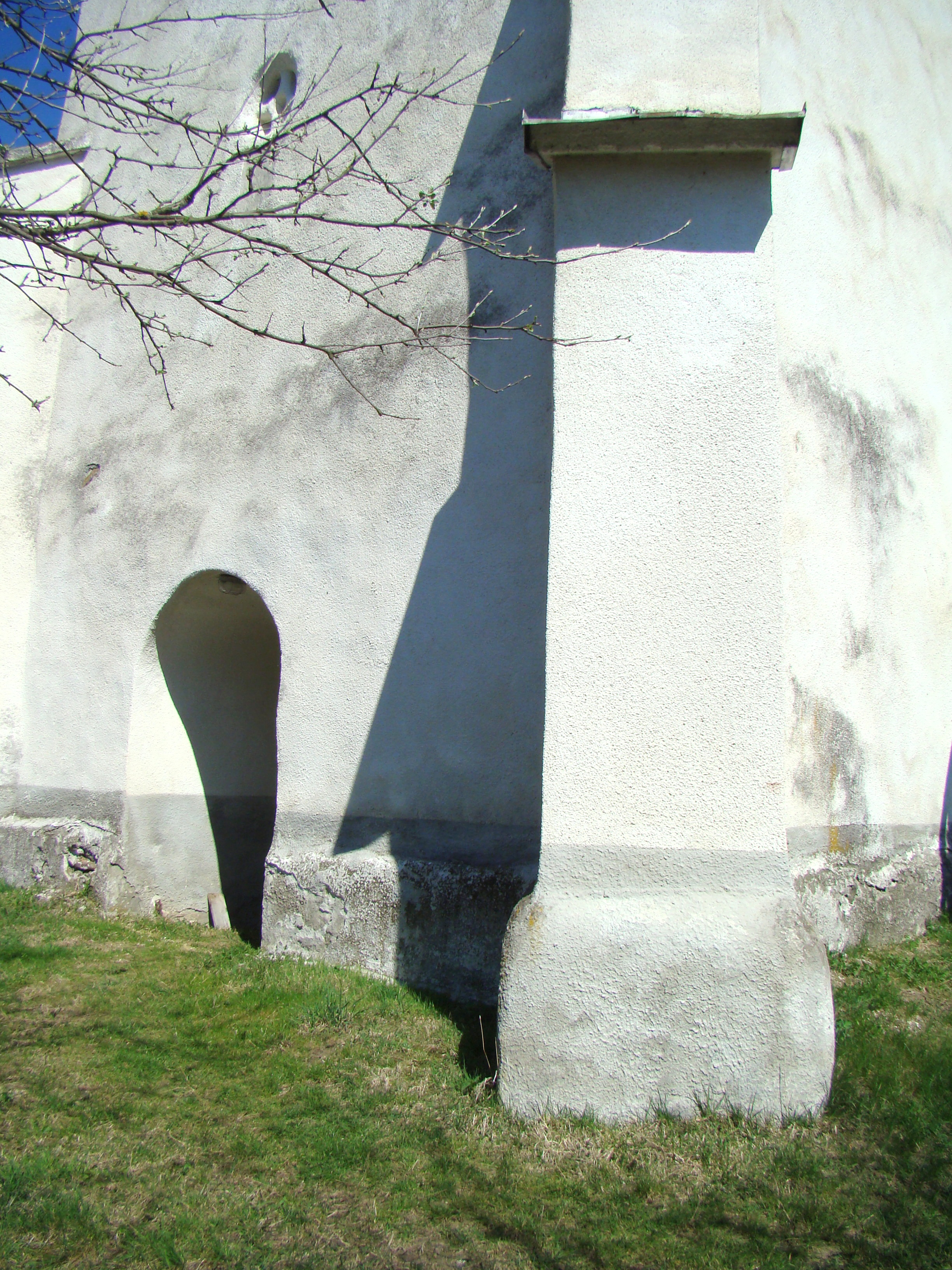
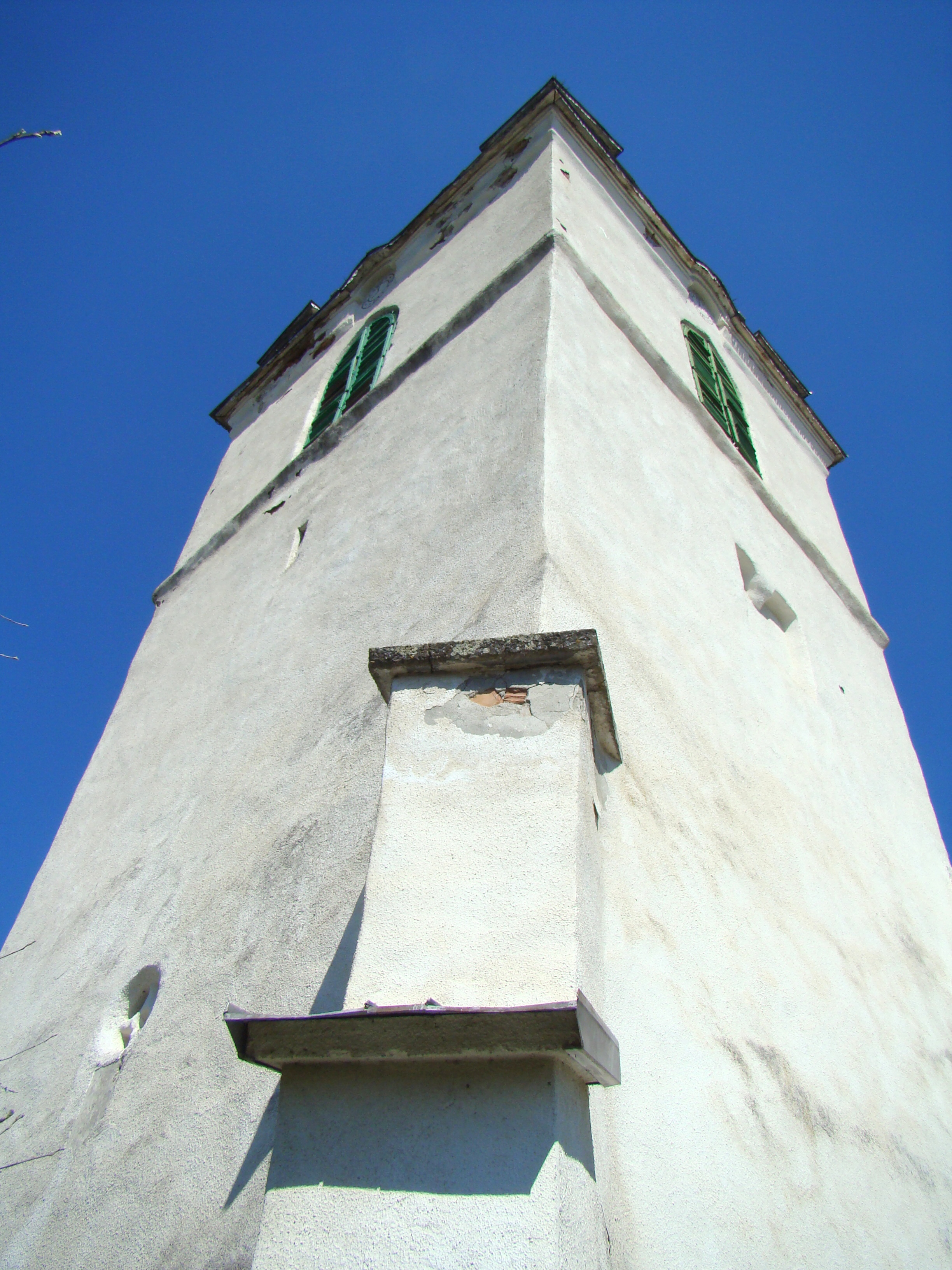
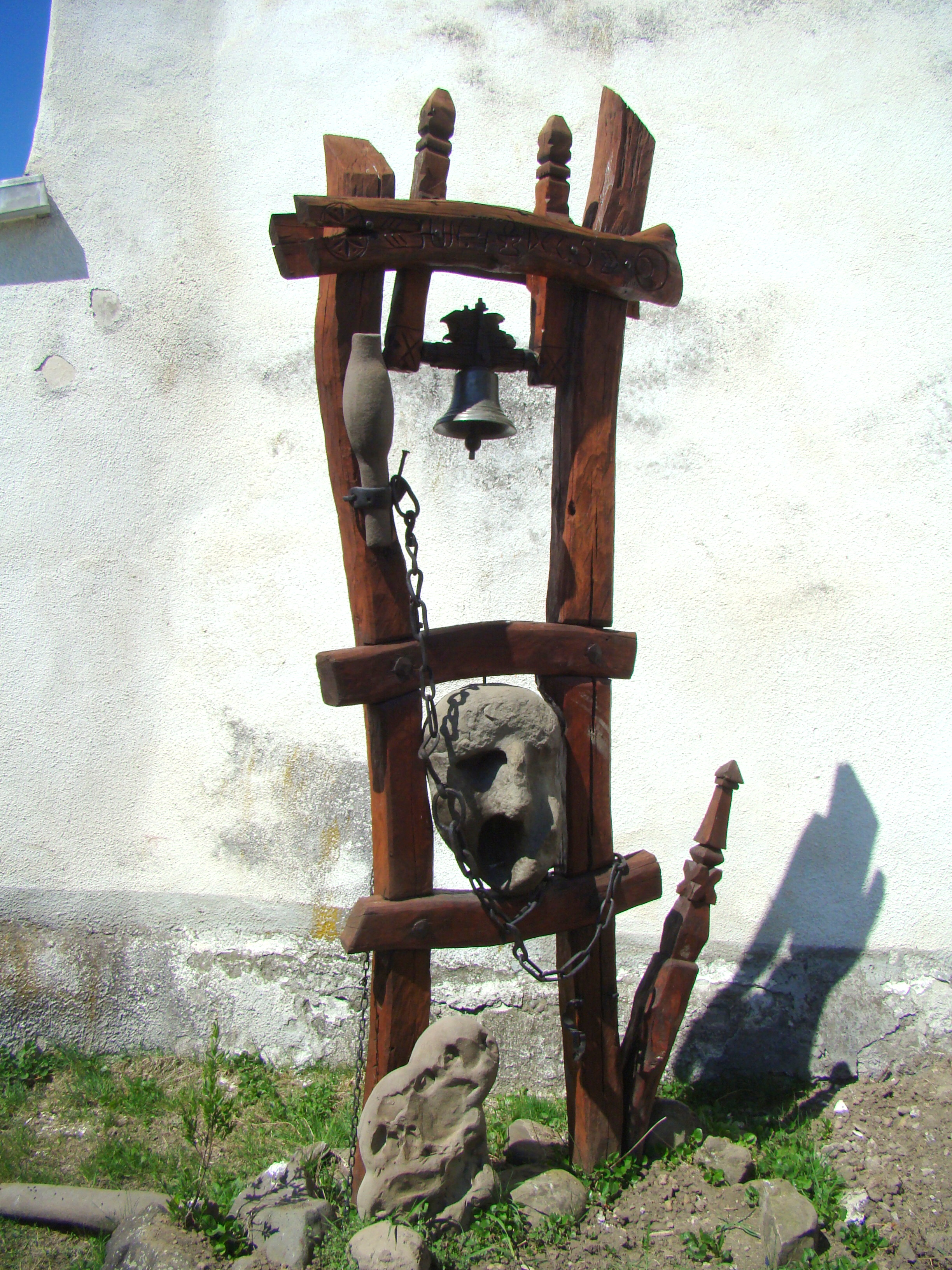
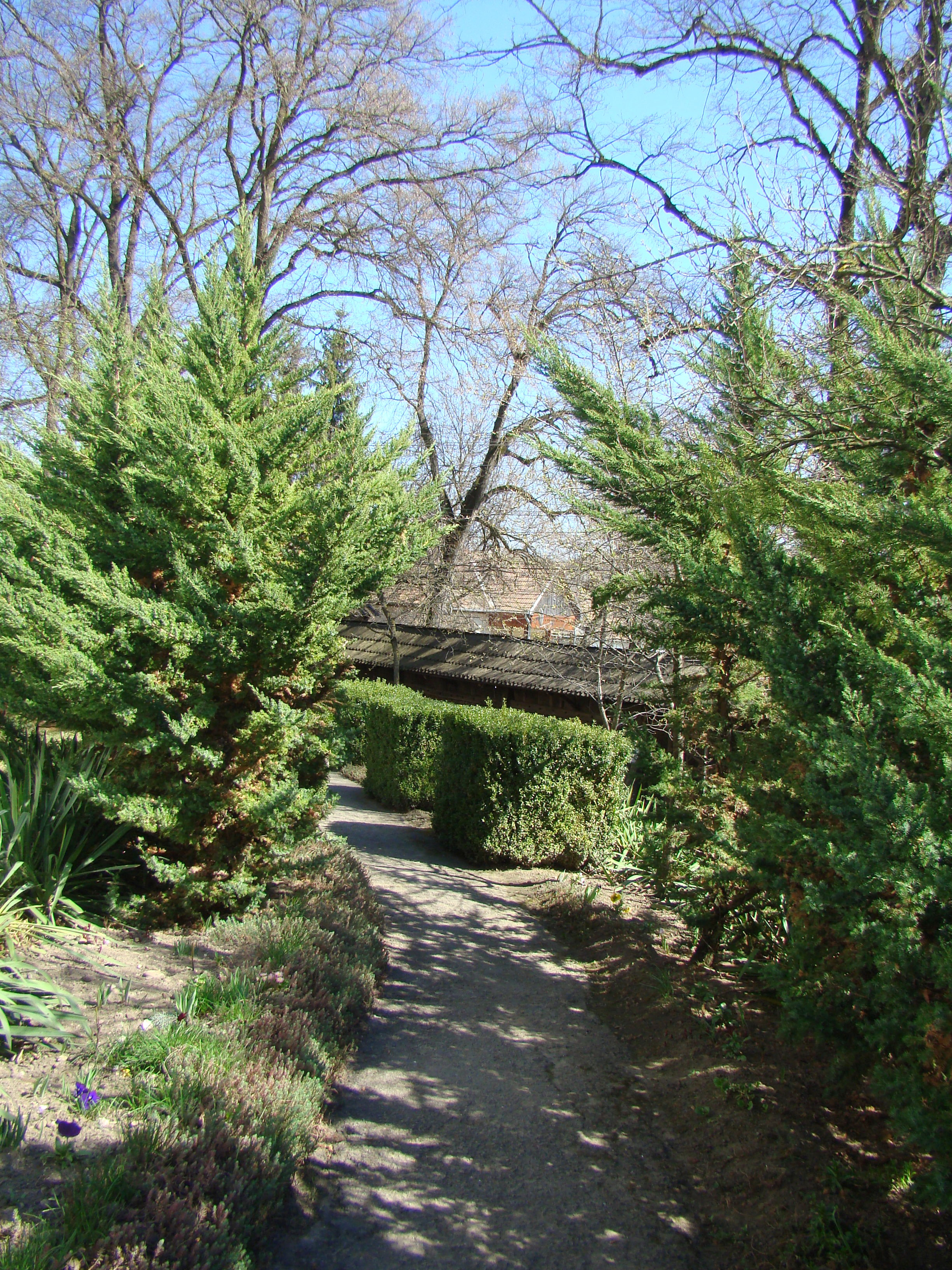
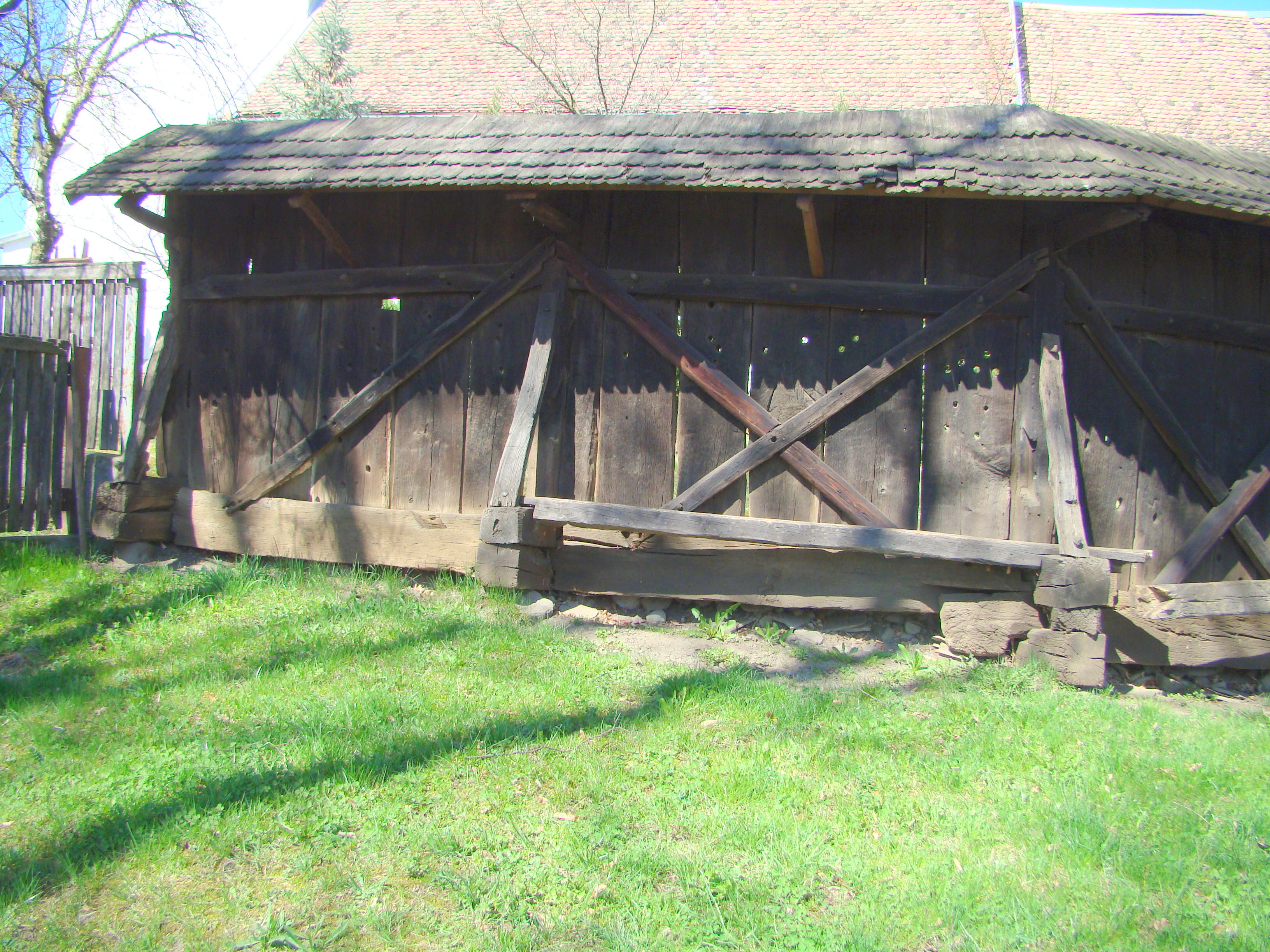
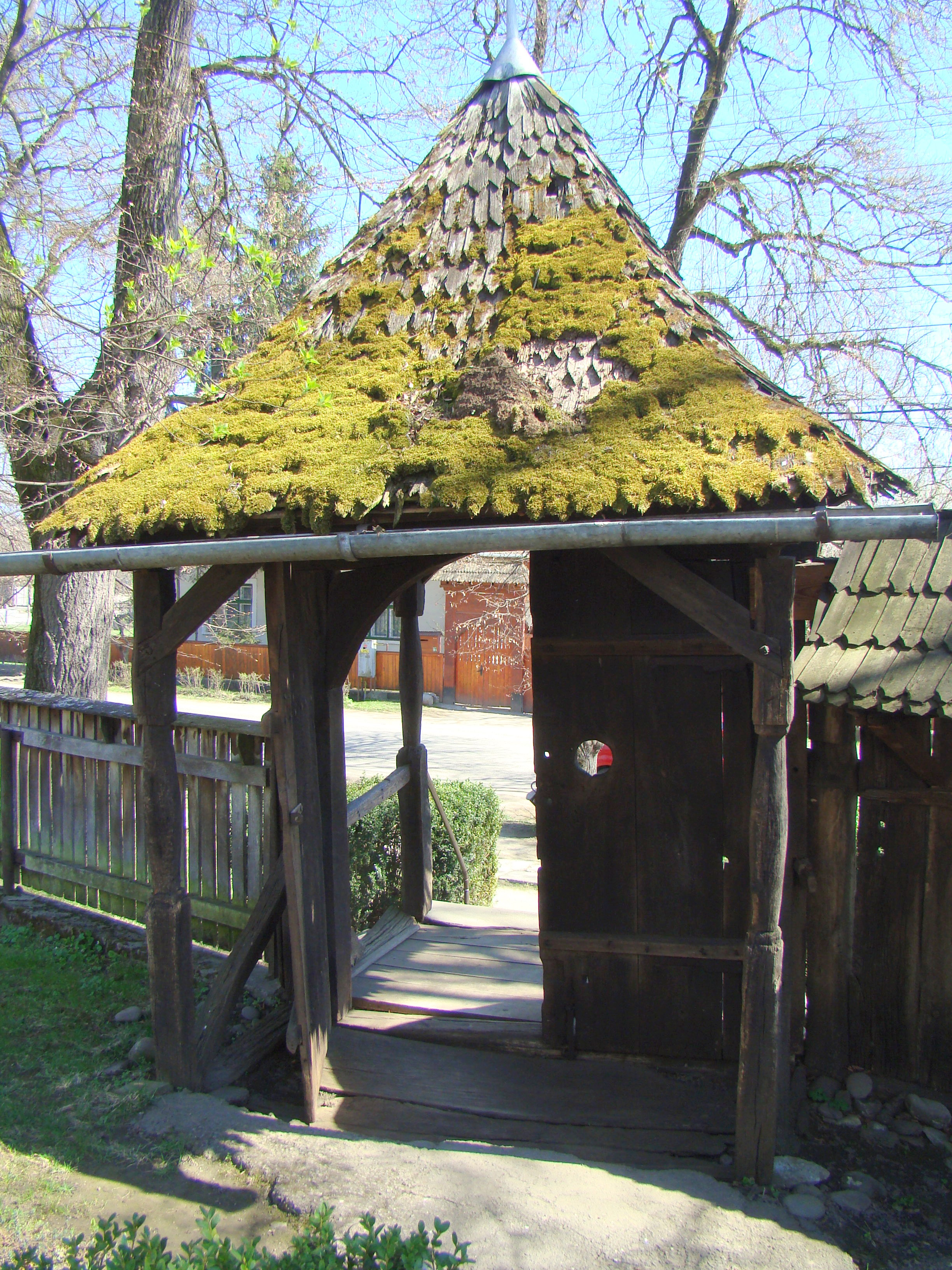
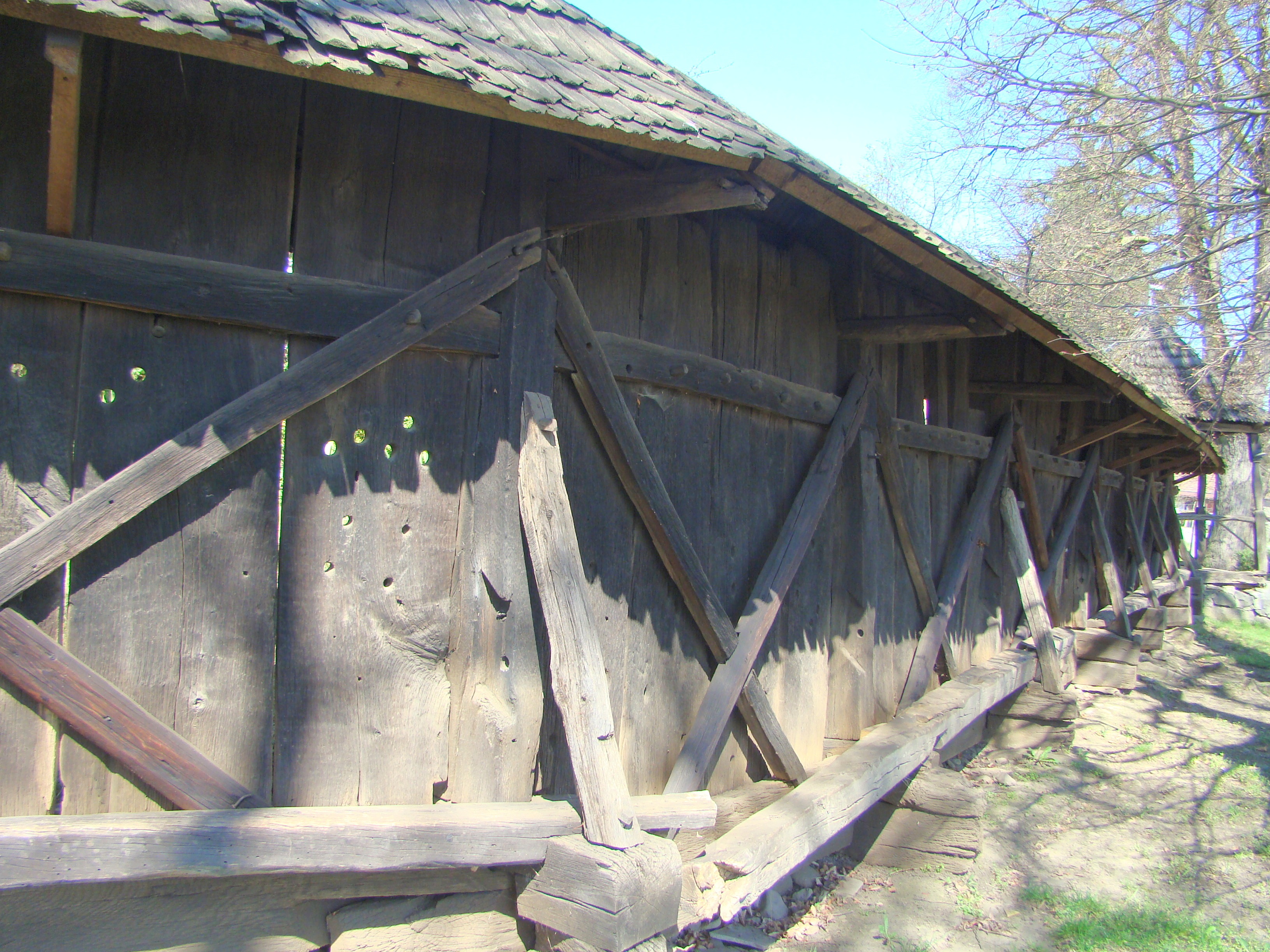
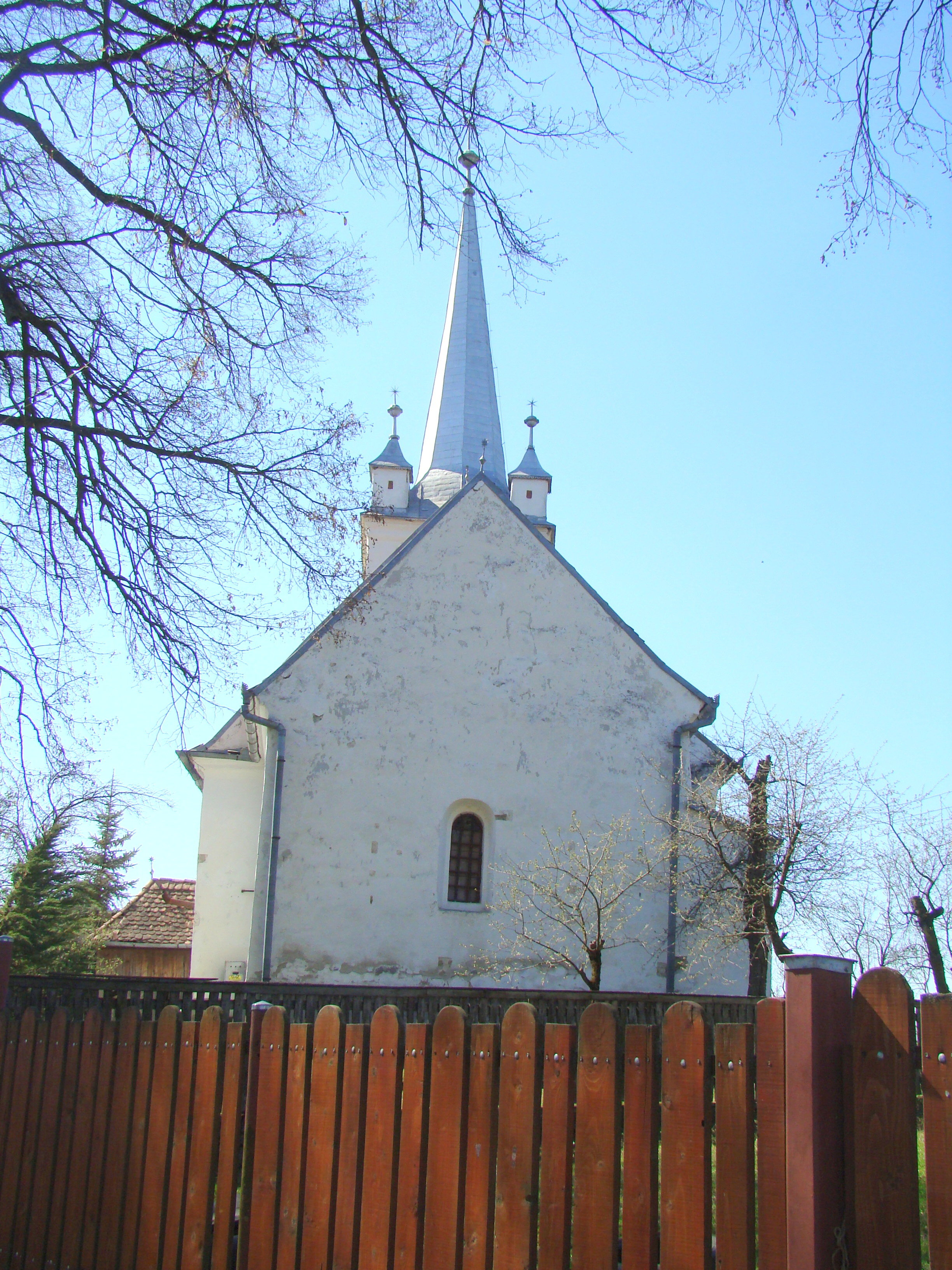

## Imagini din interior

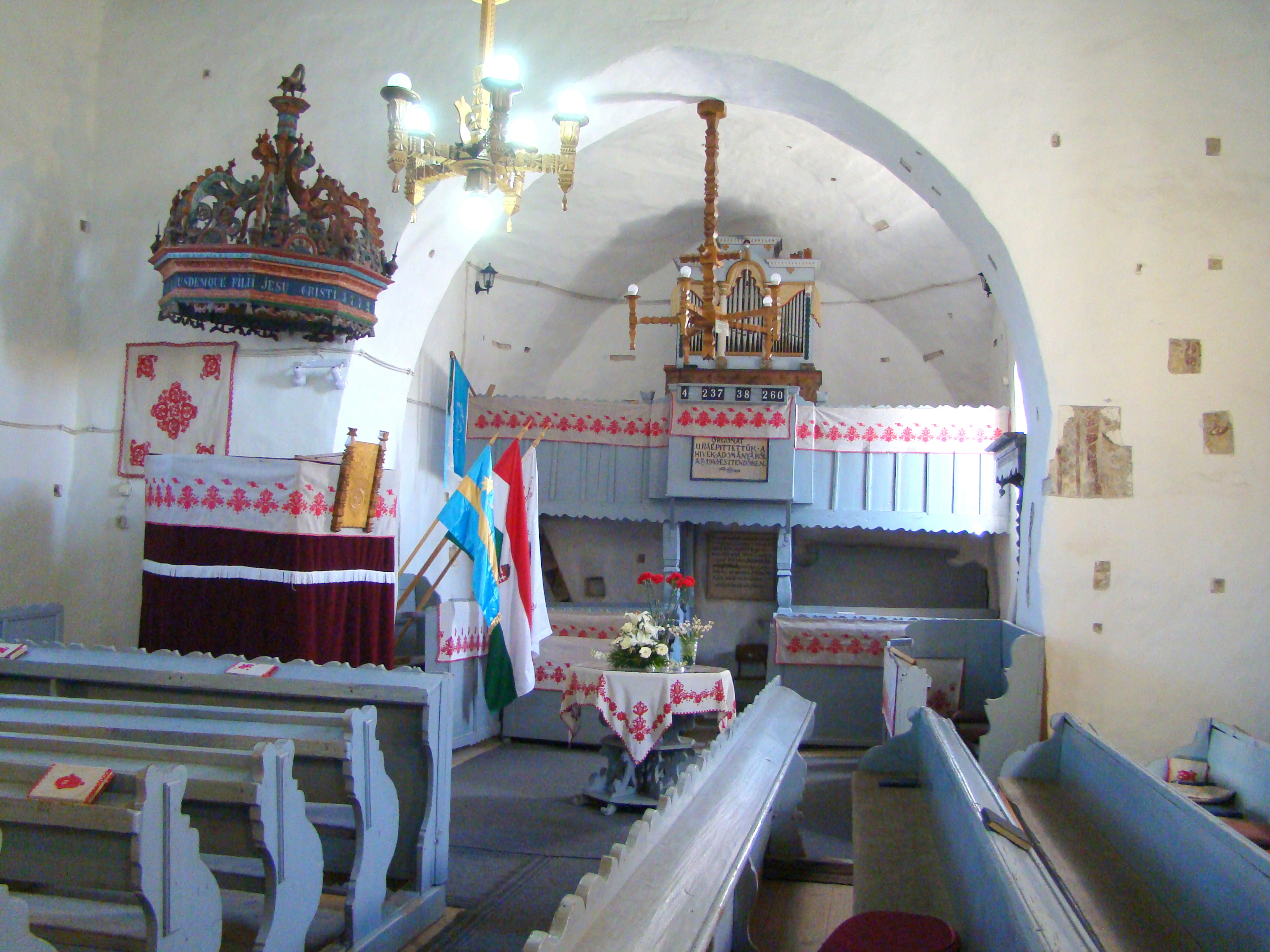
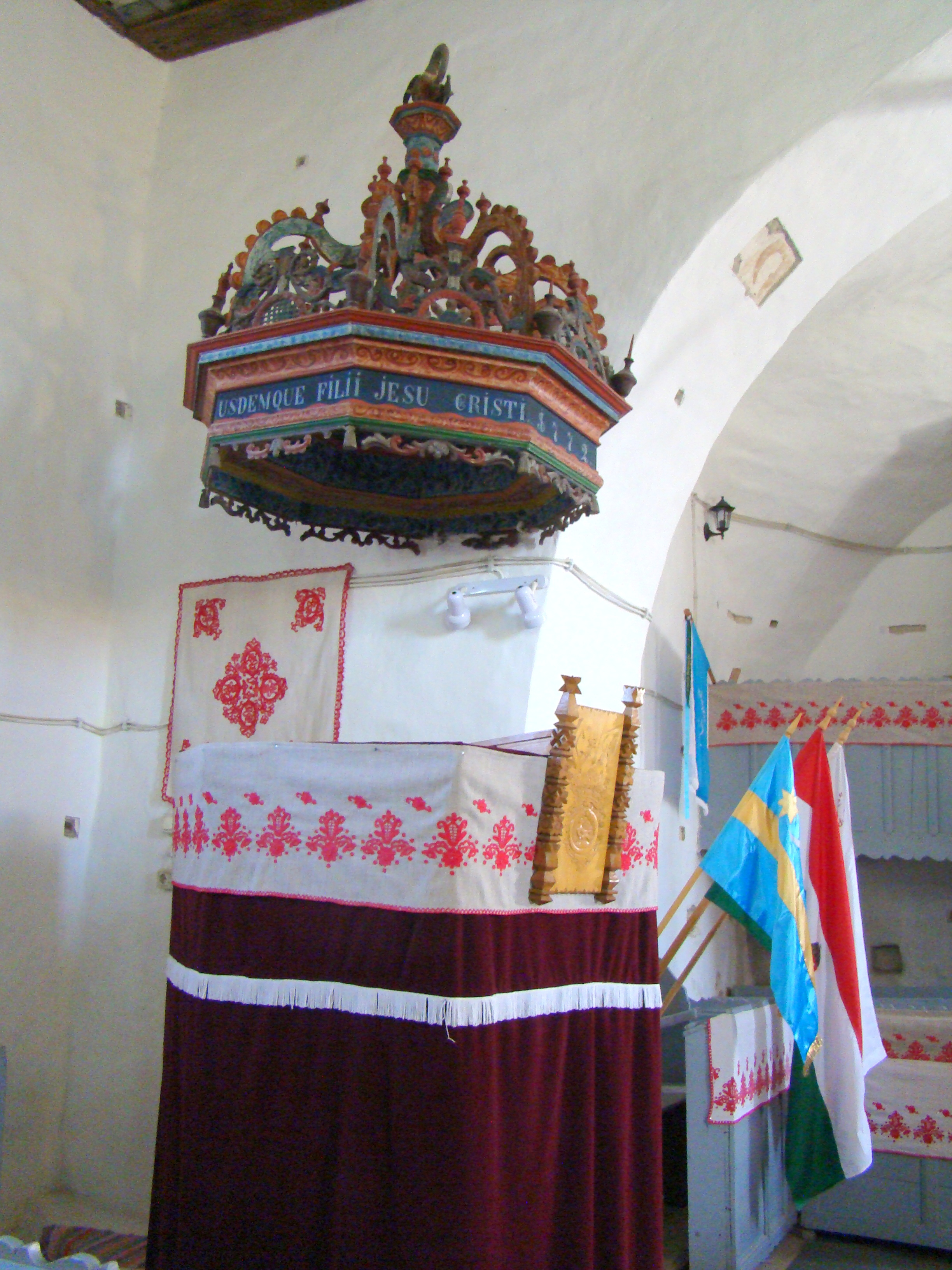
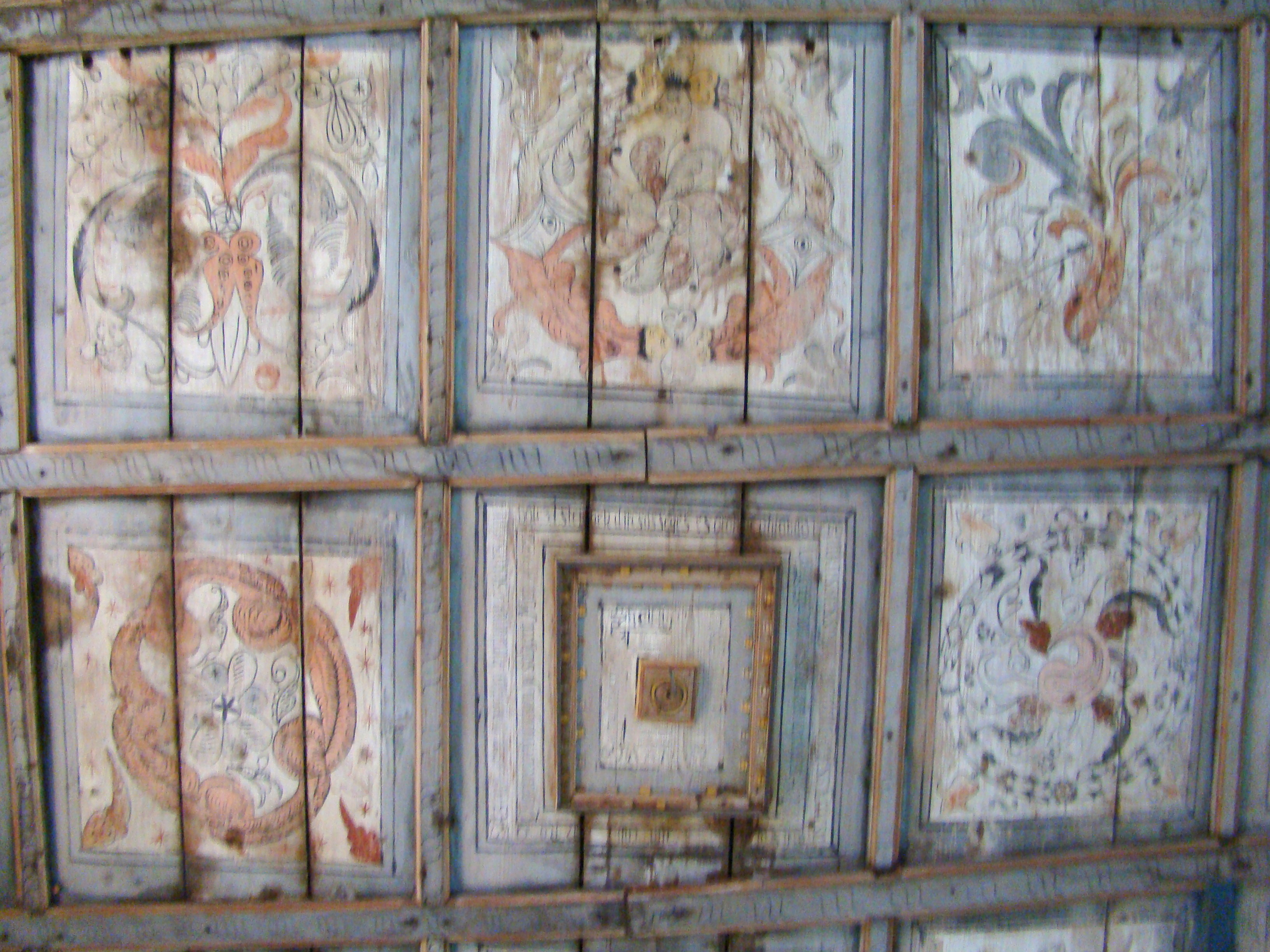
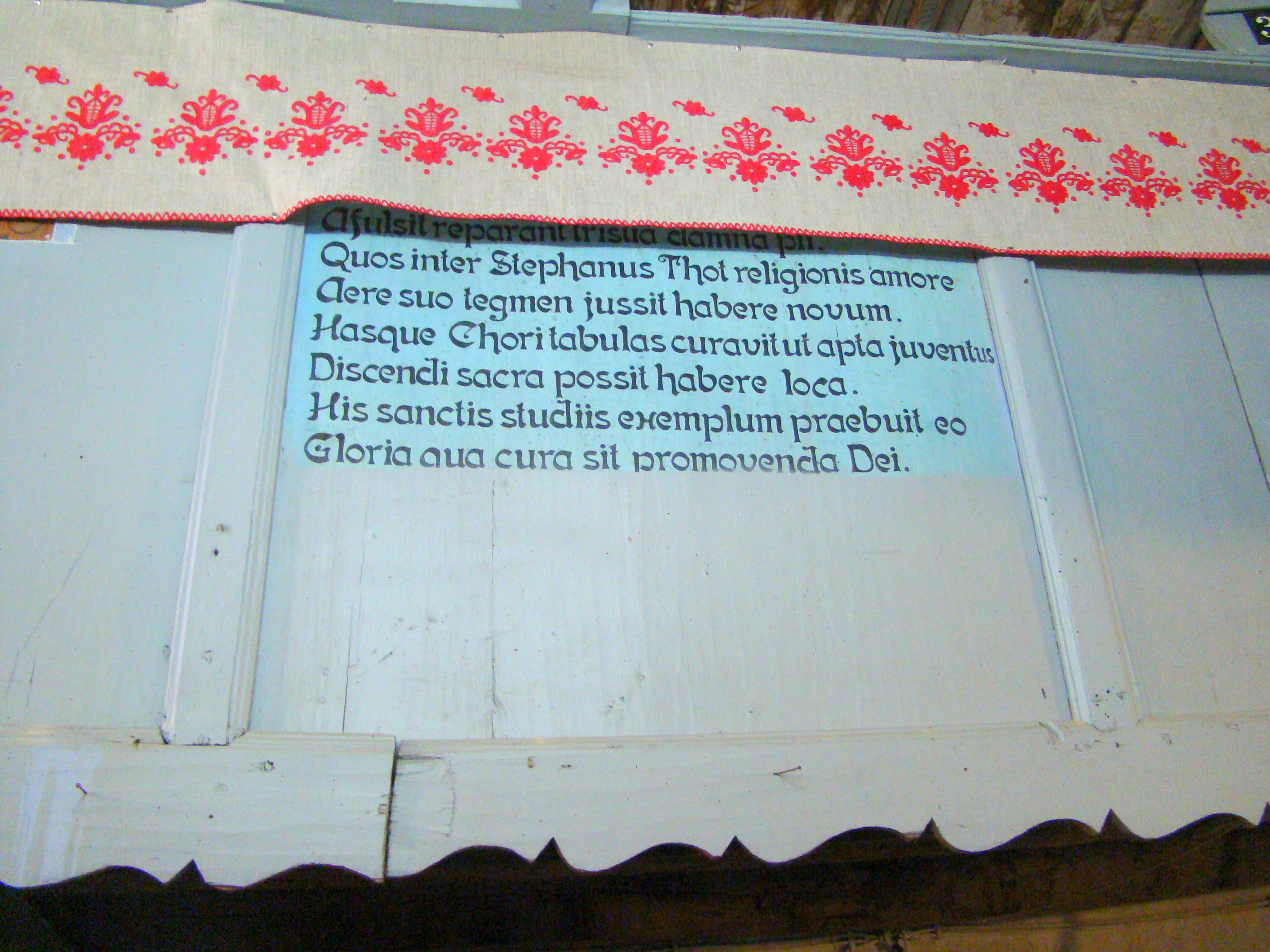
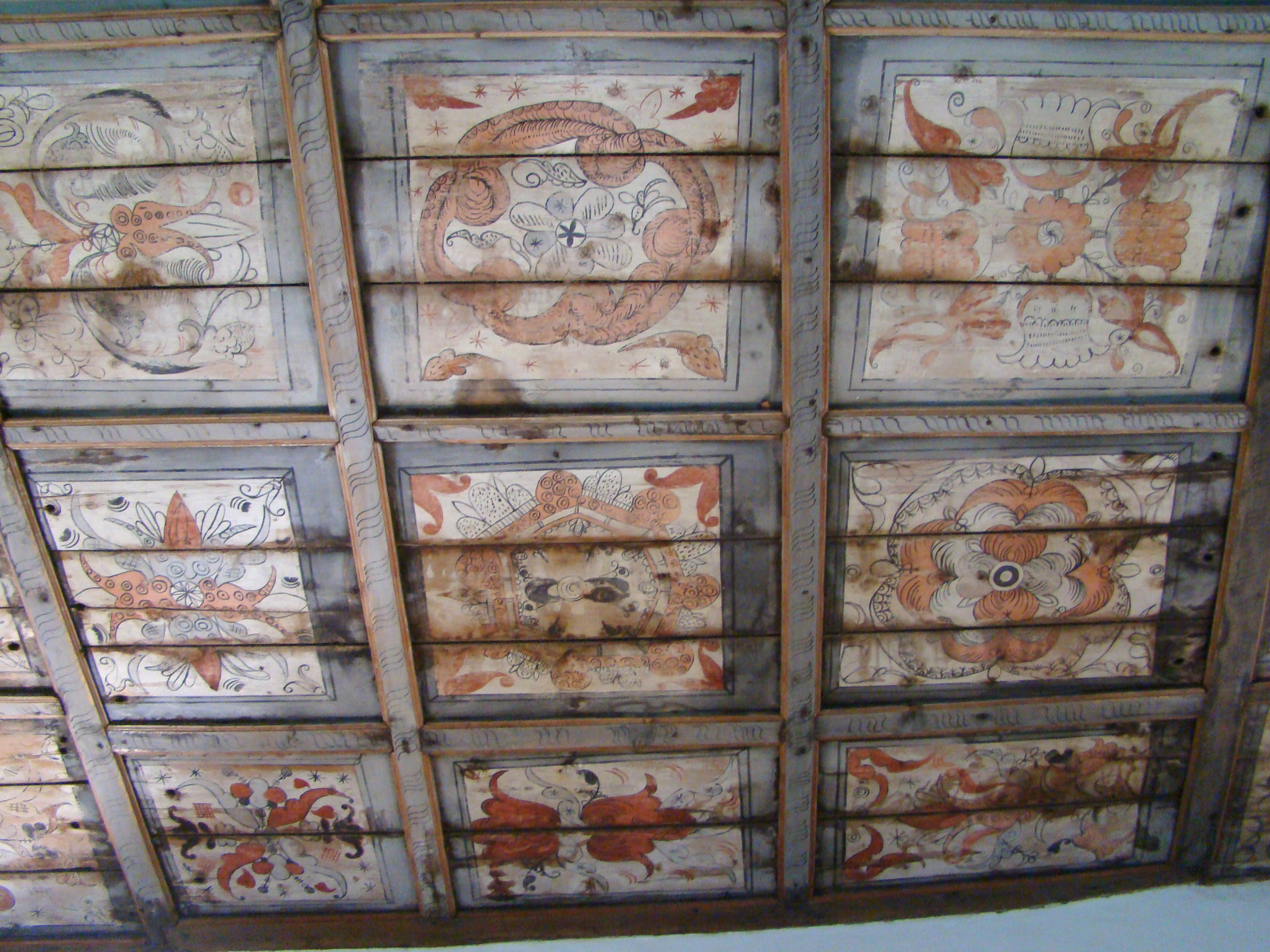
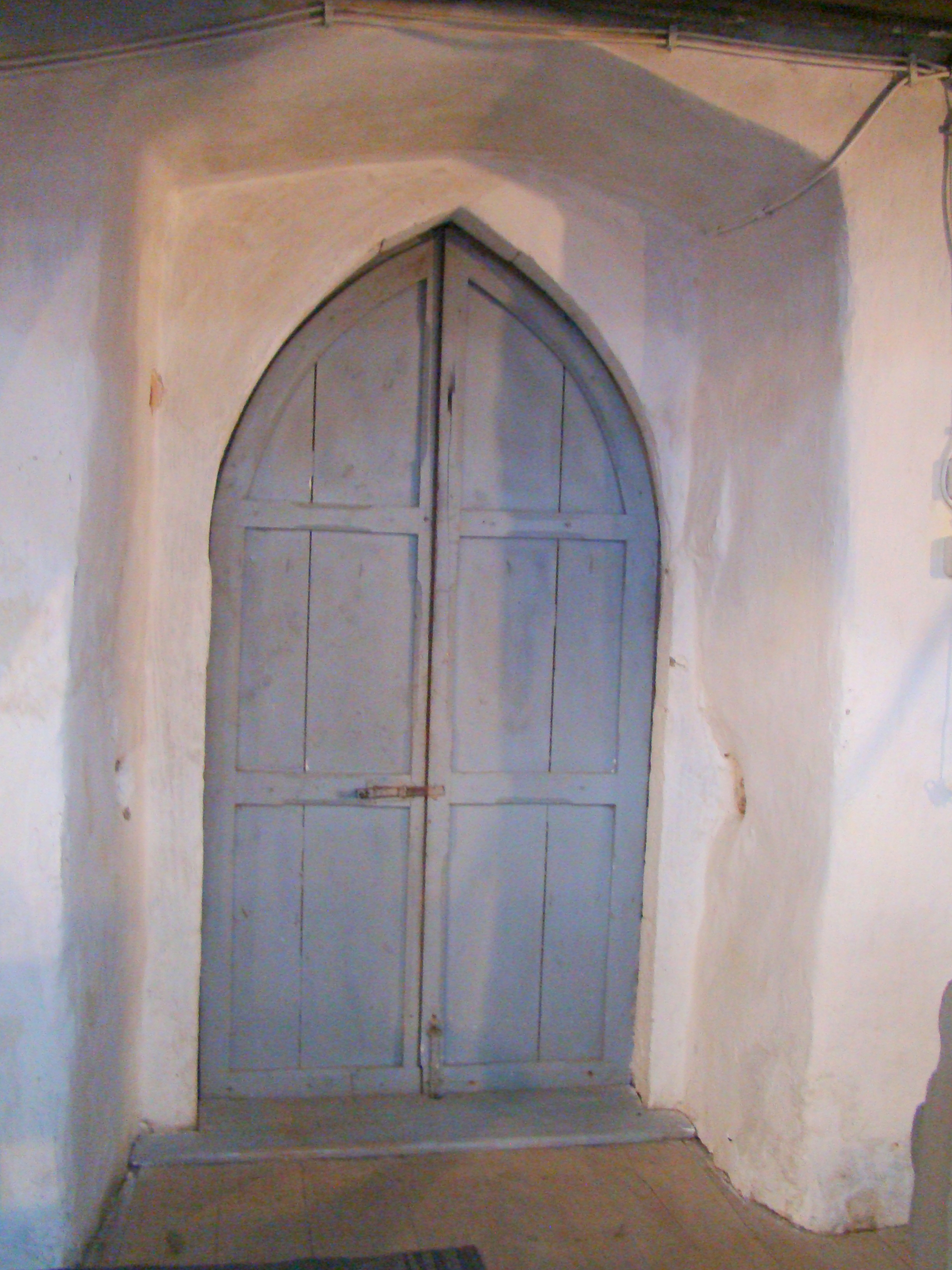
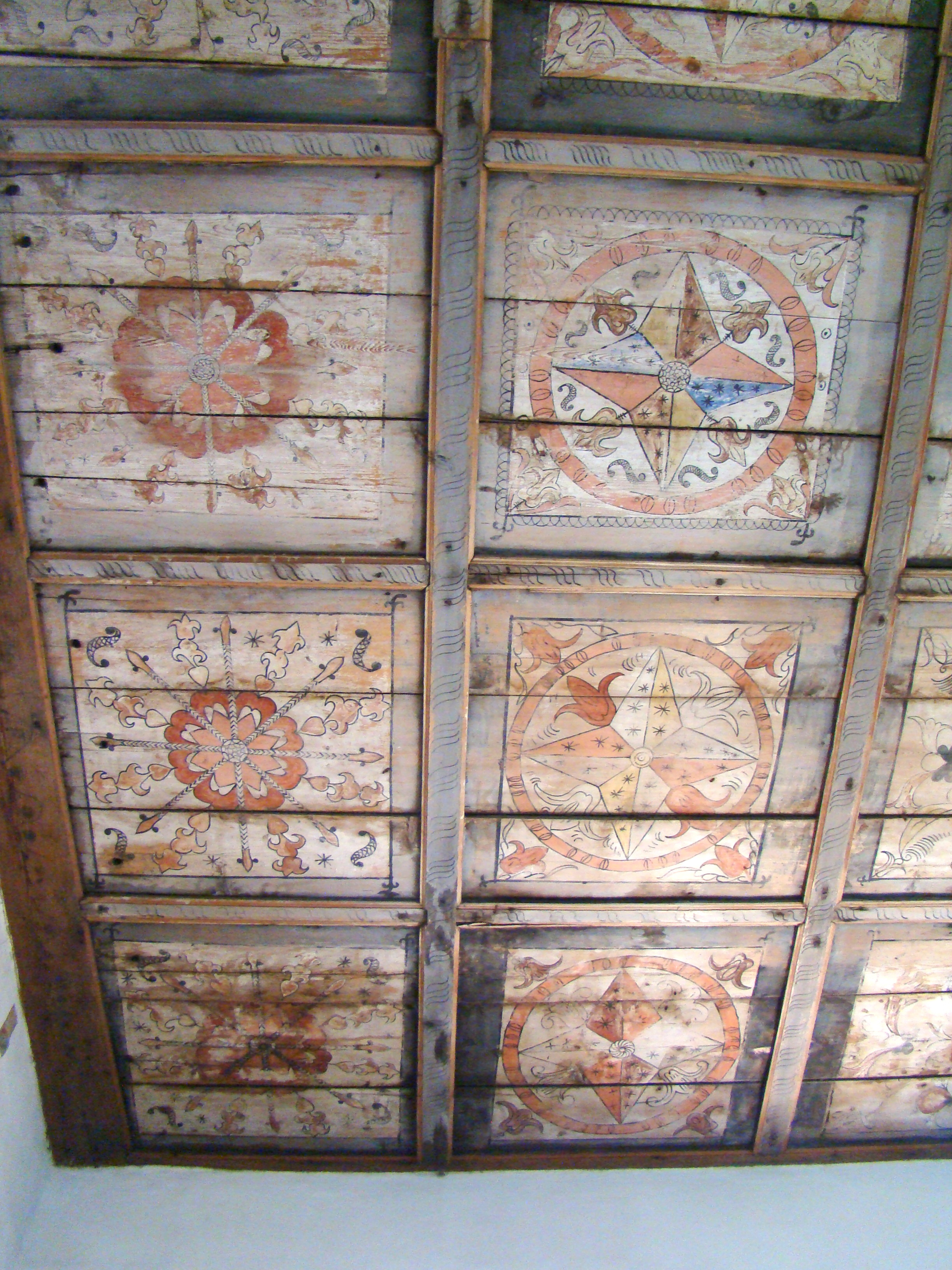
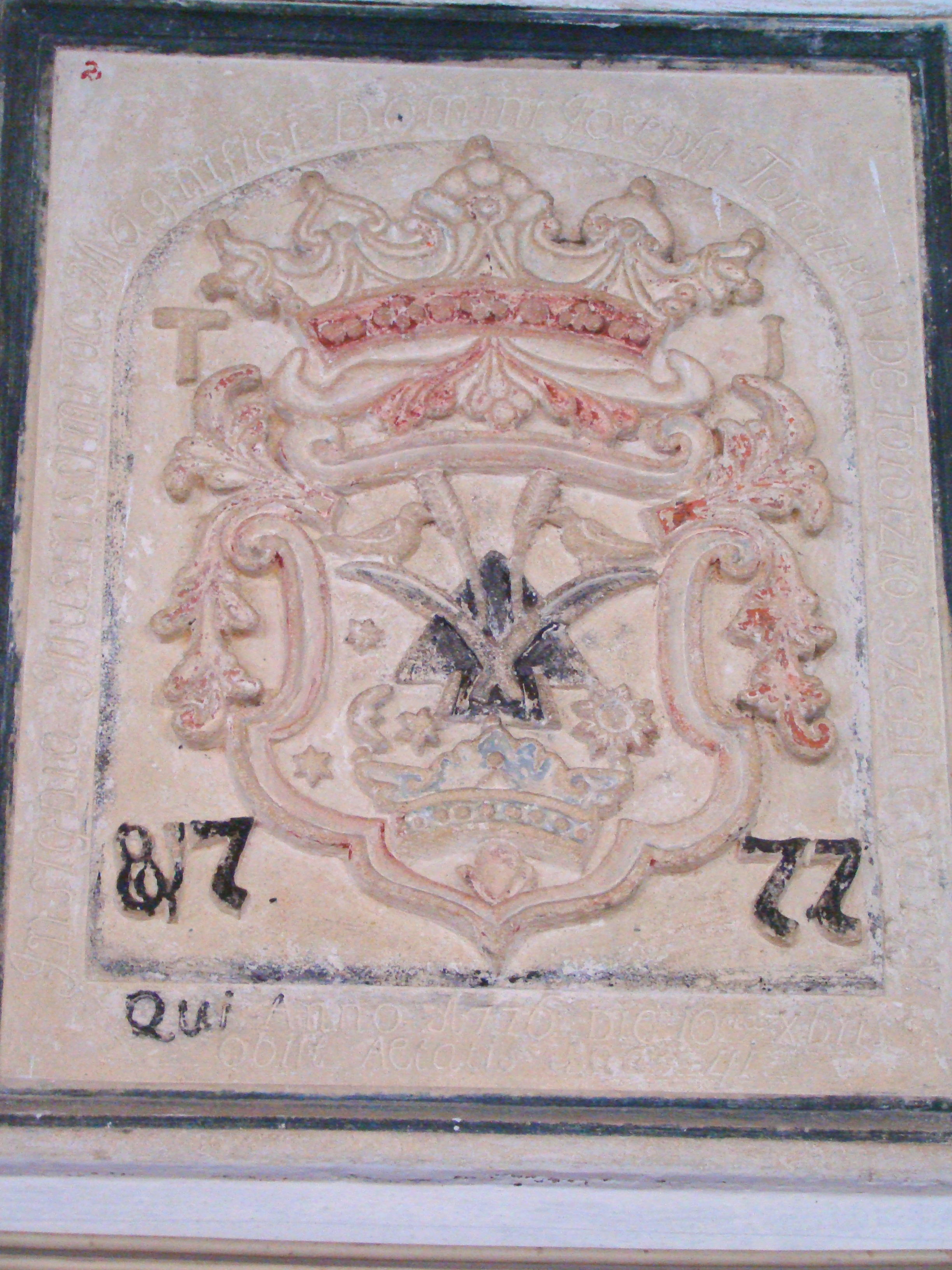
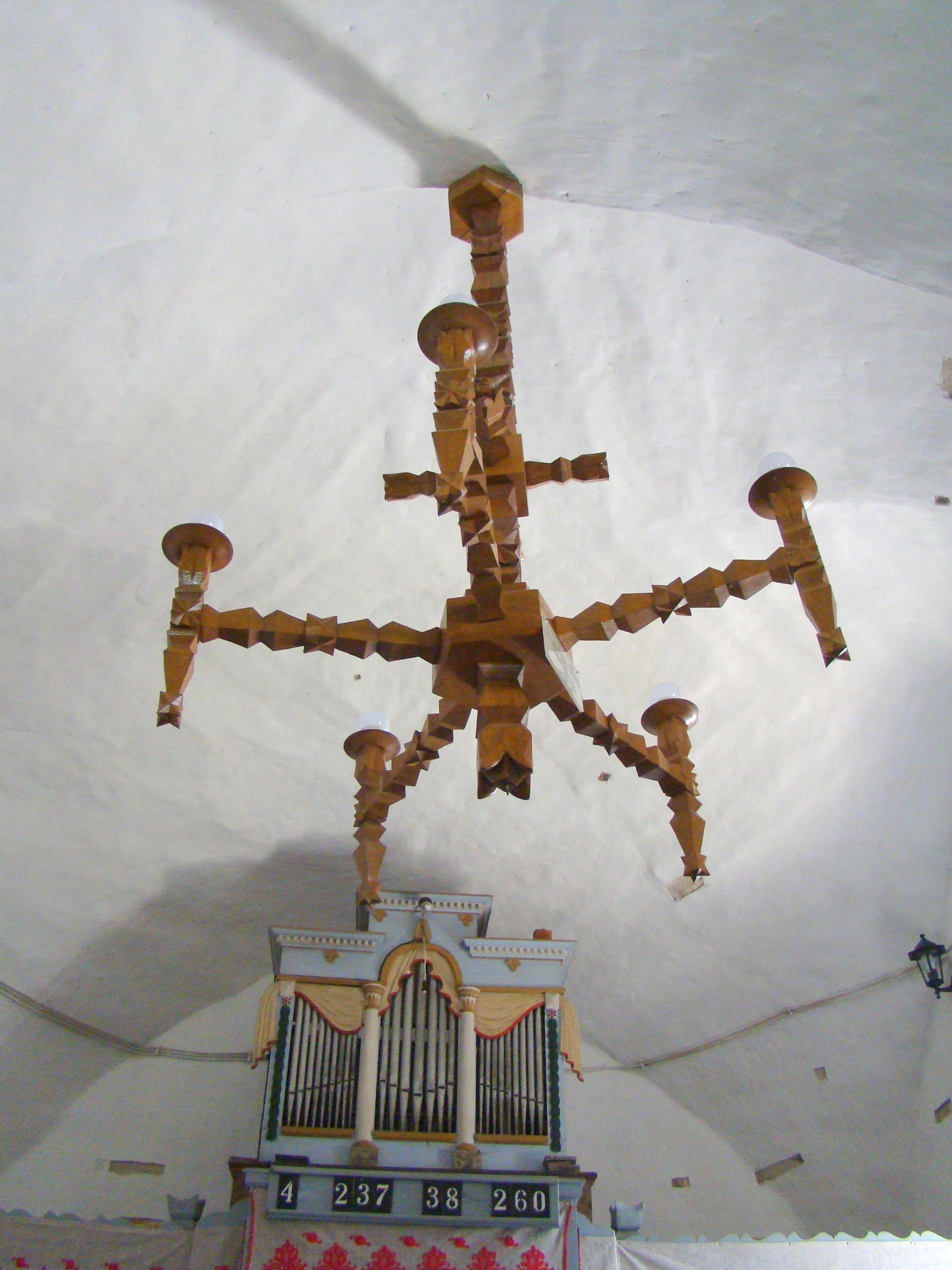
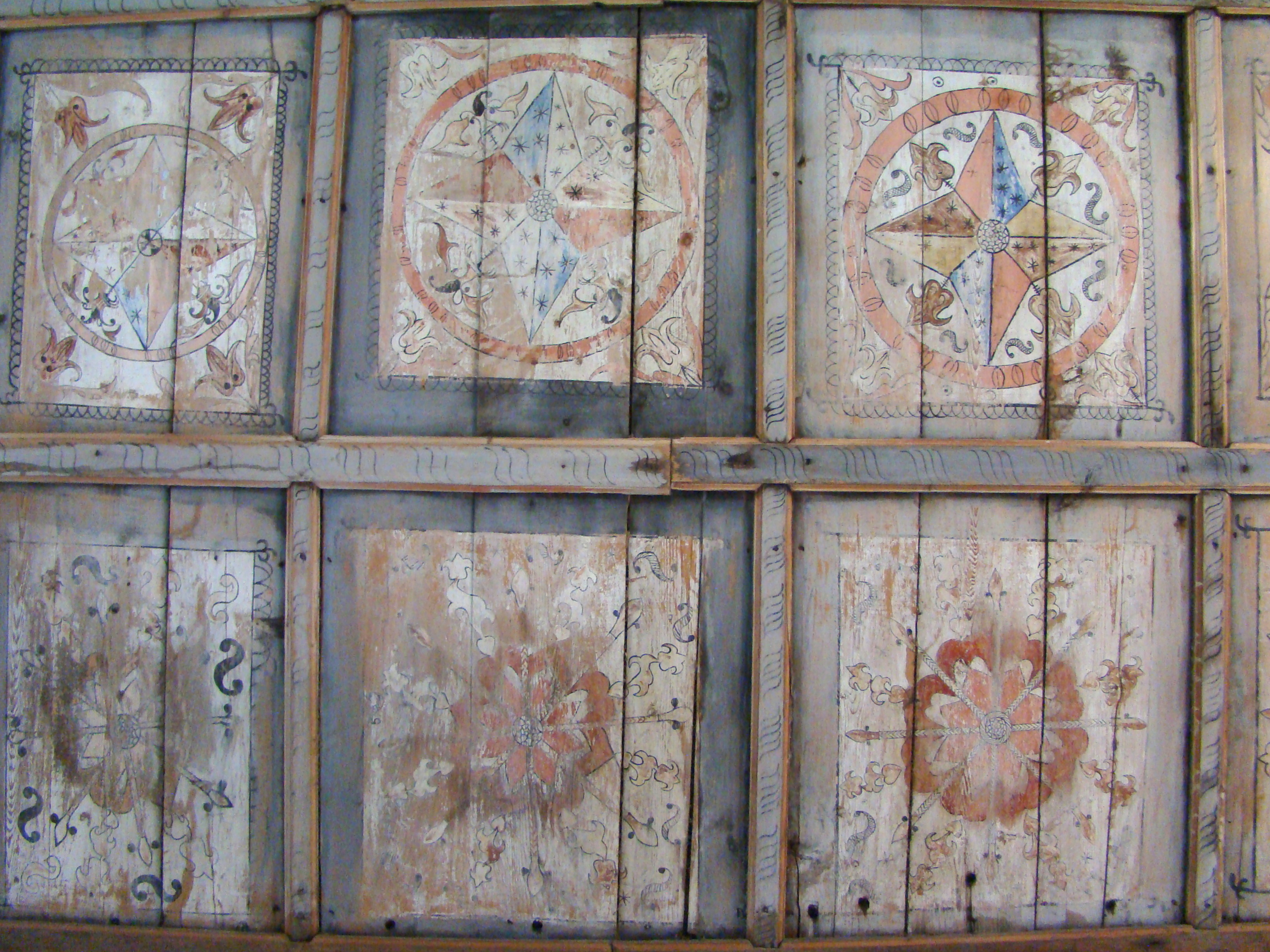
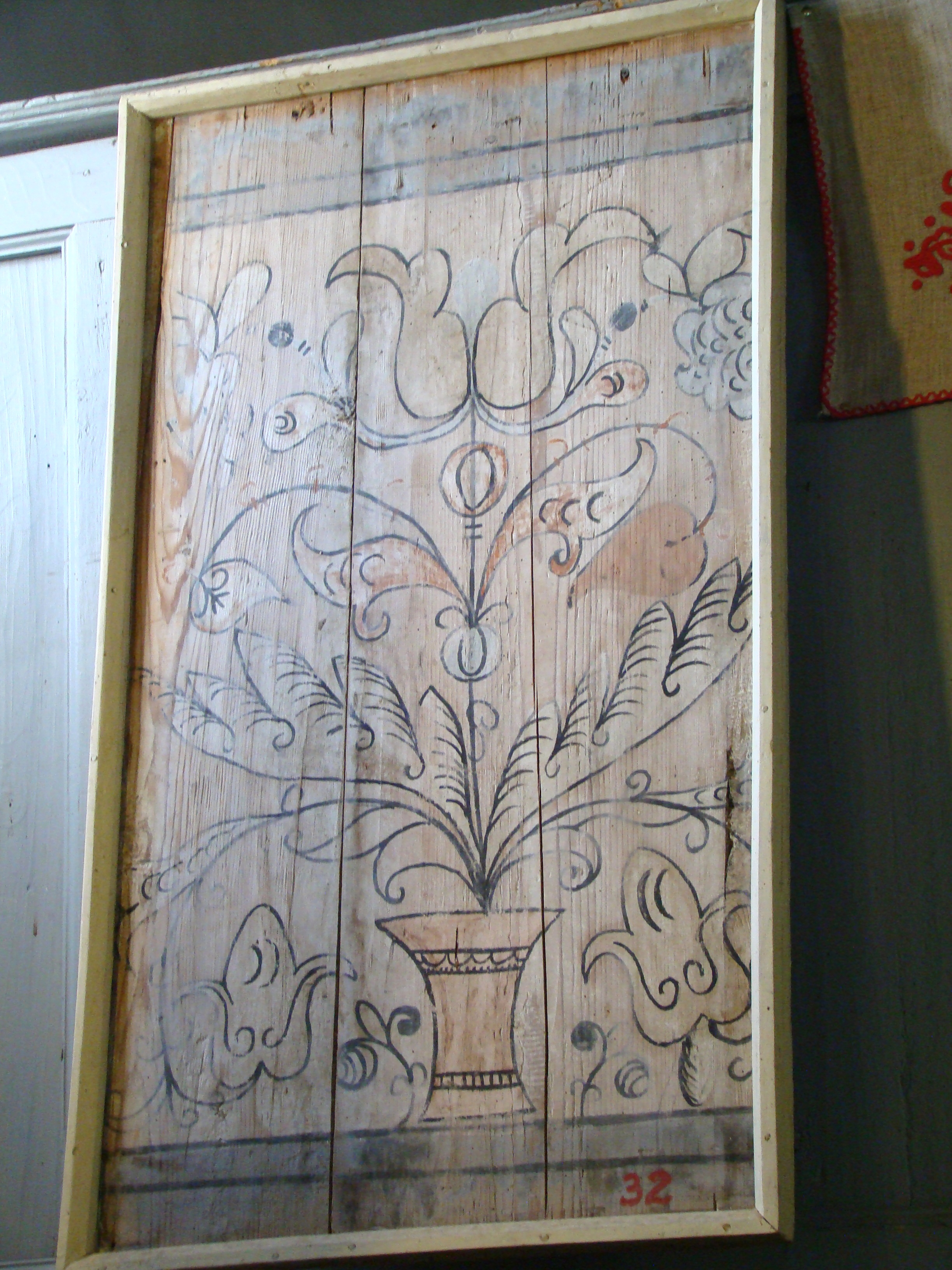
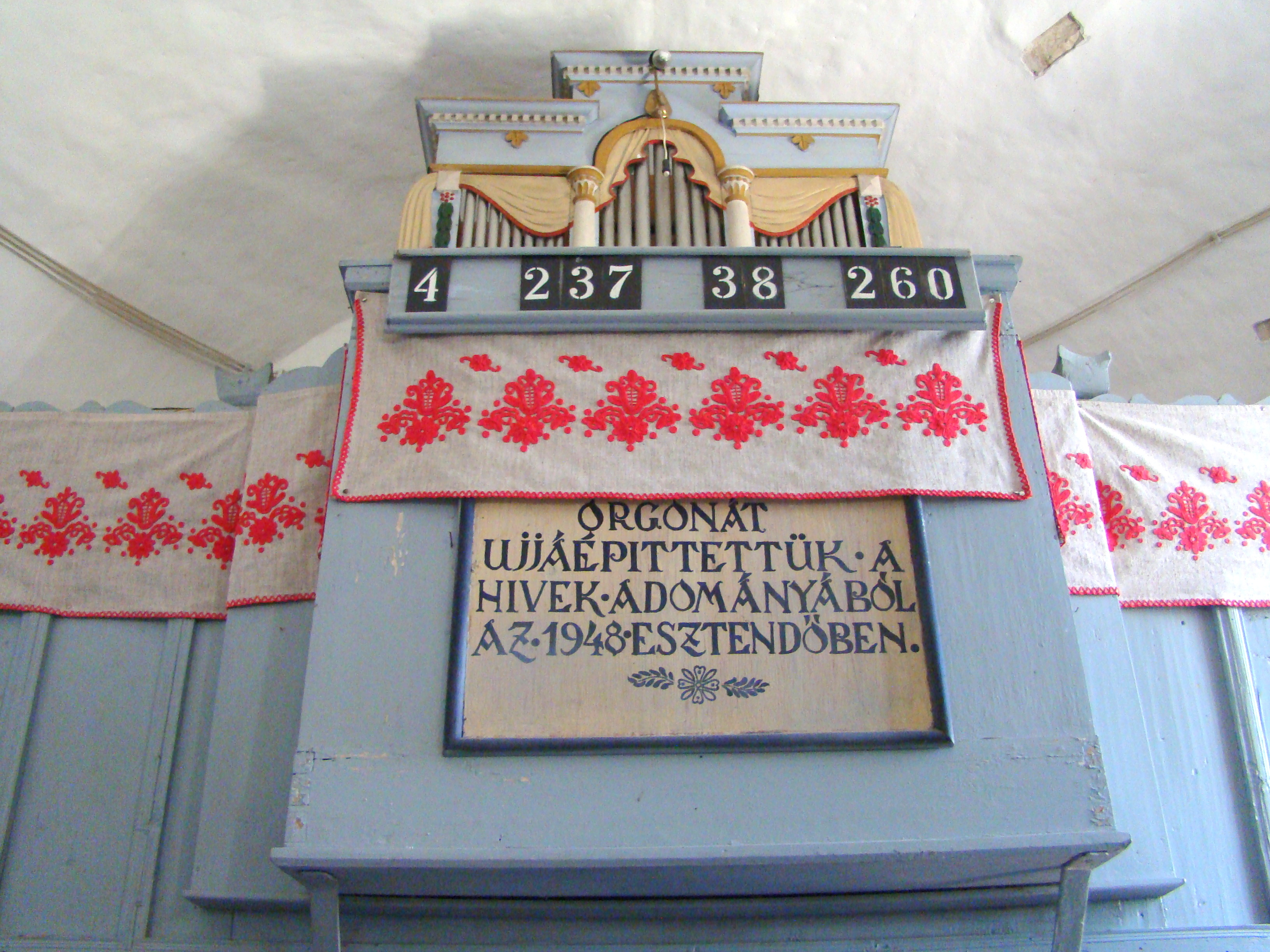
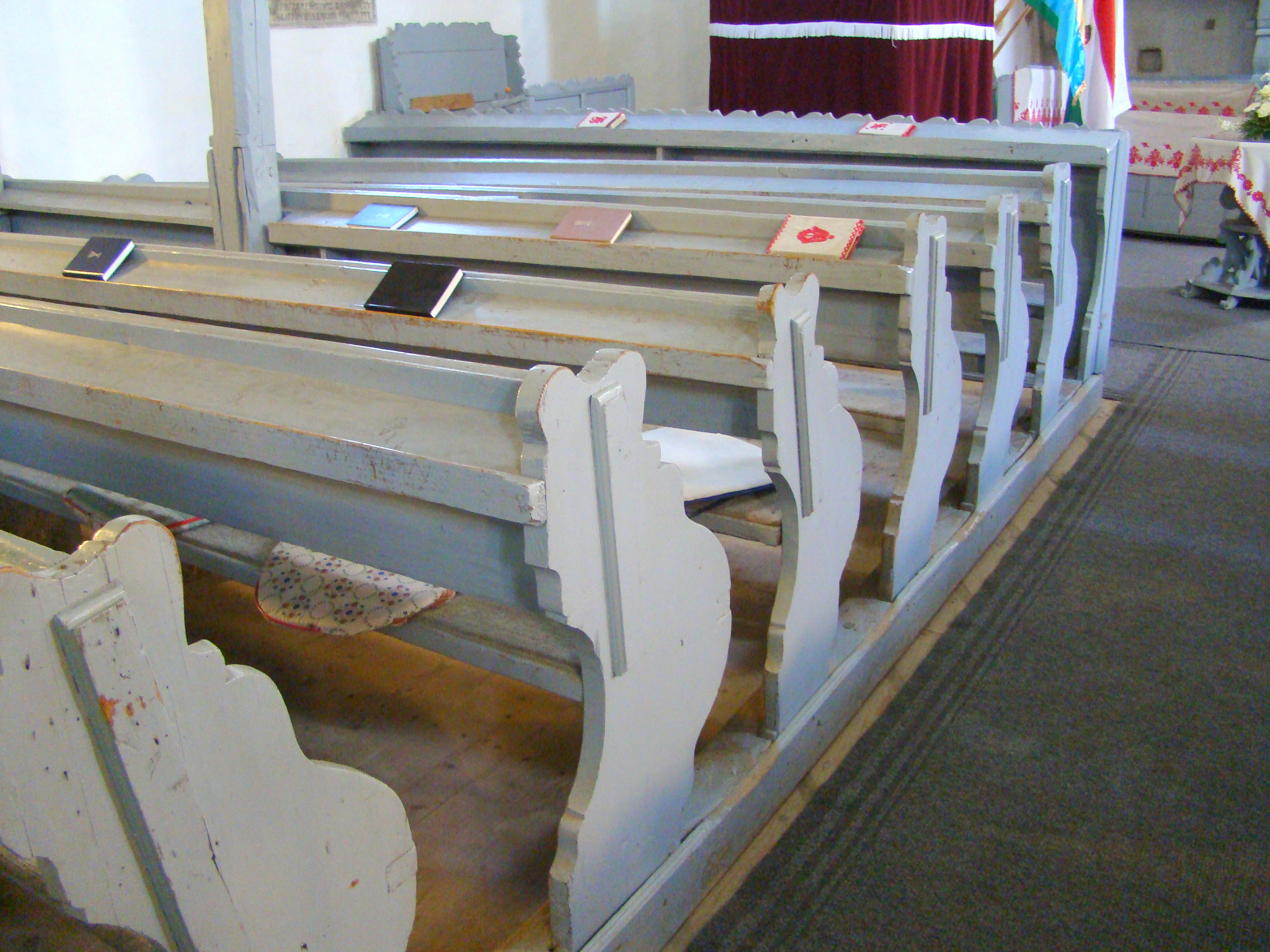
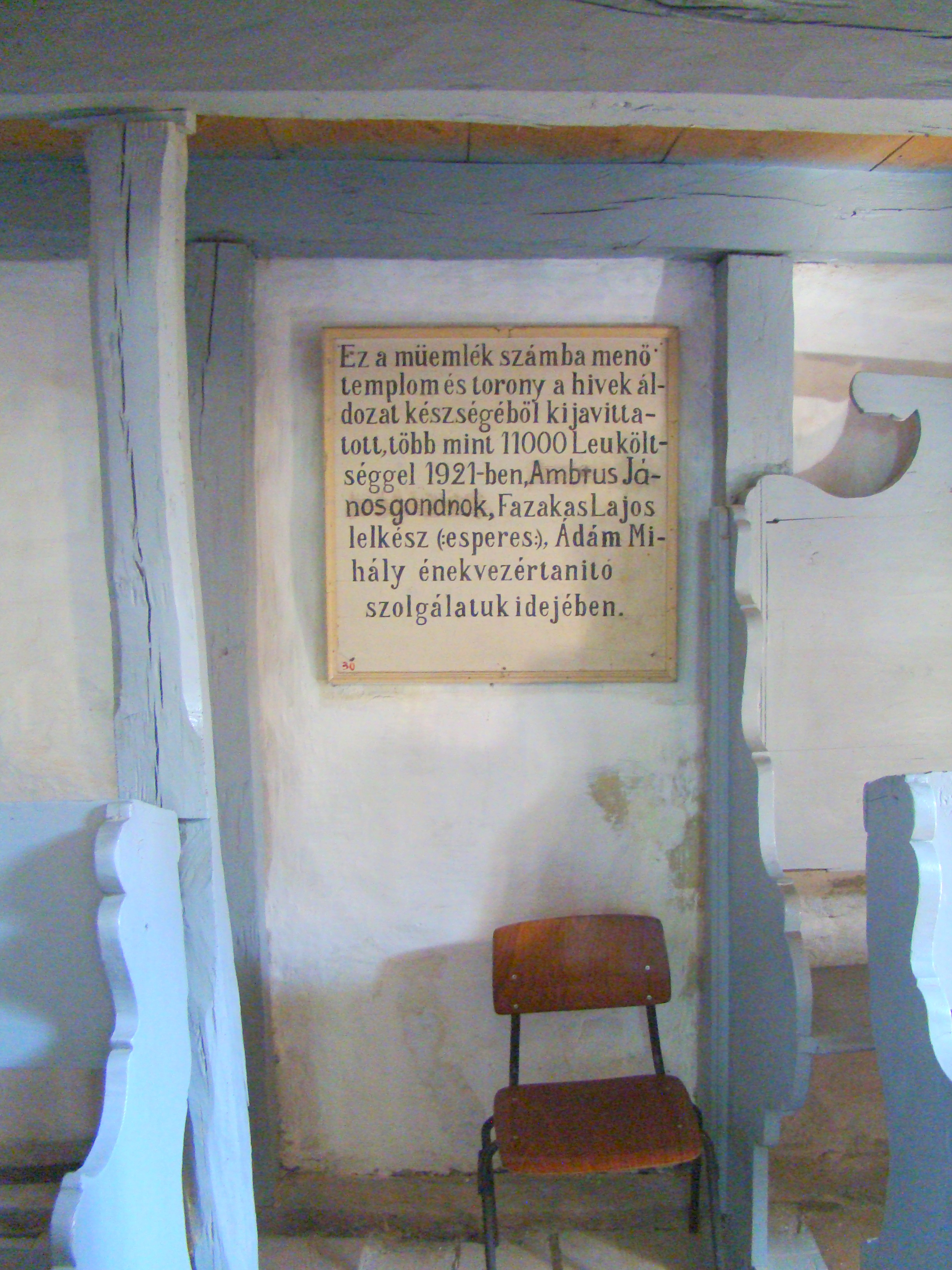
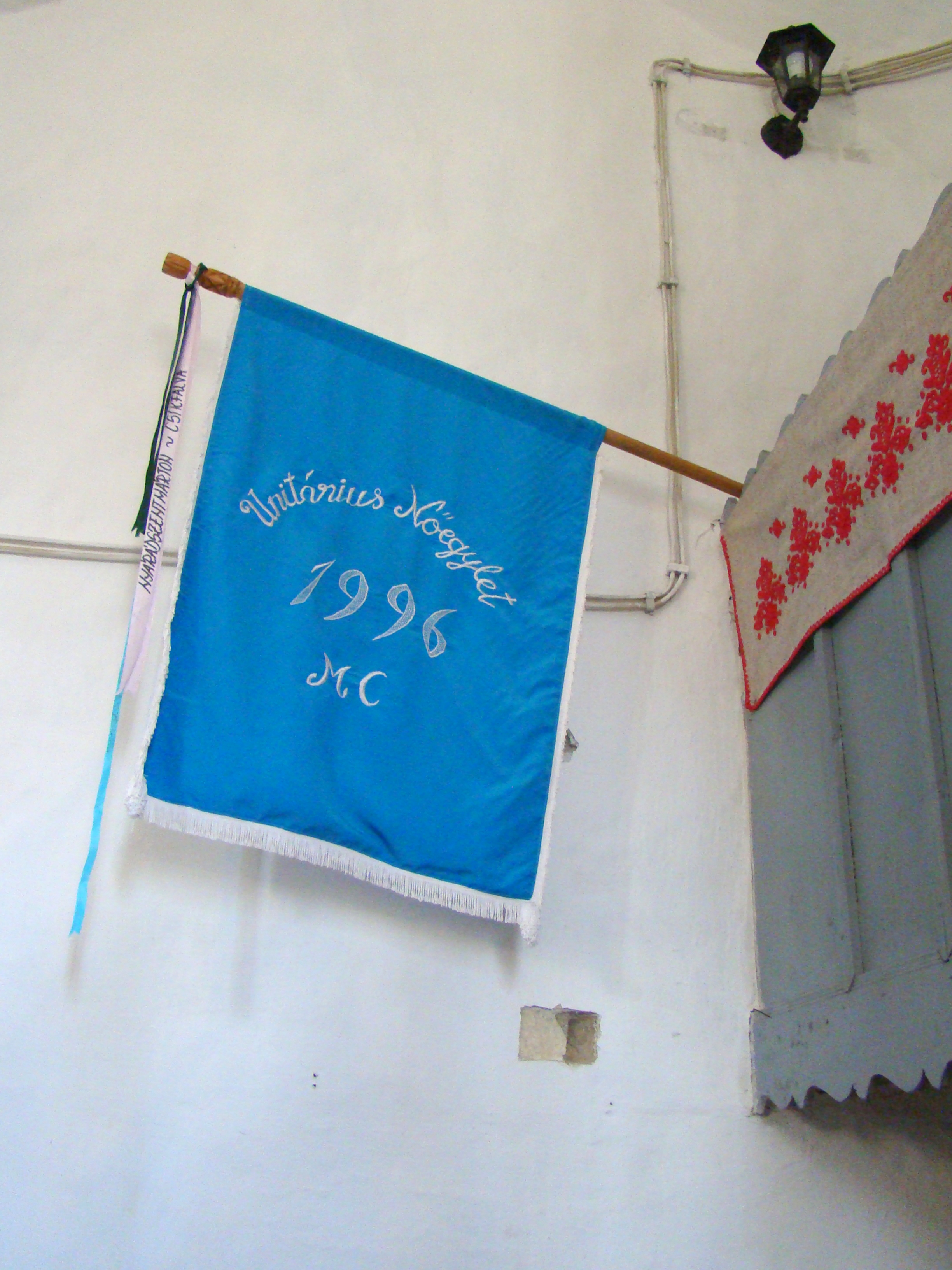
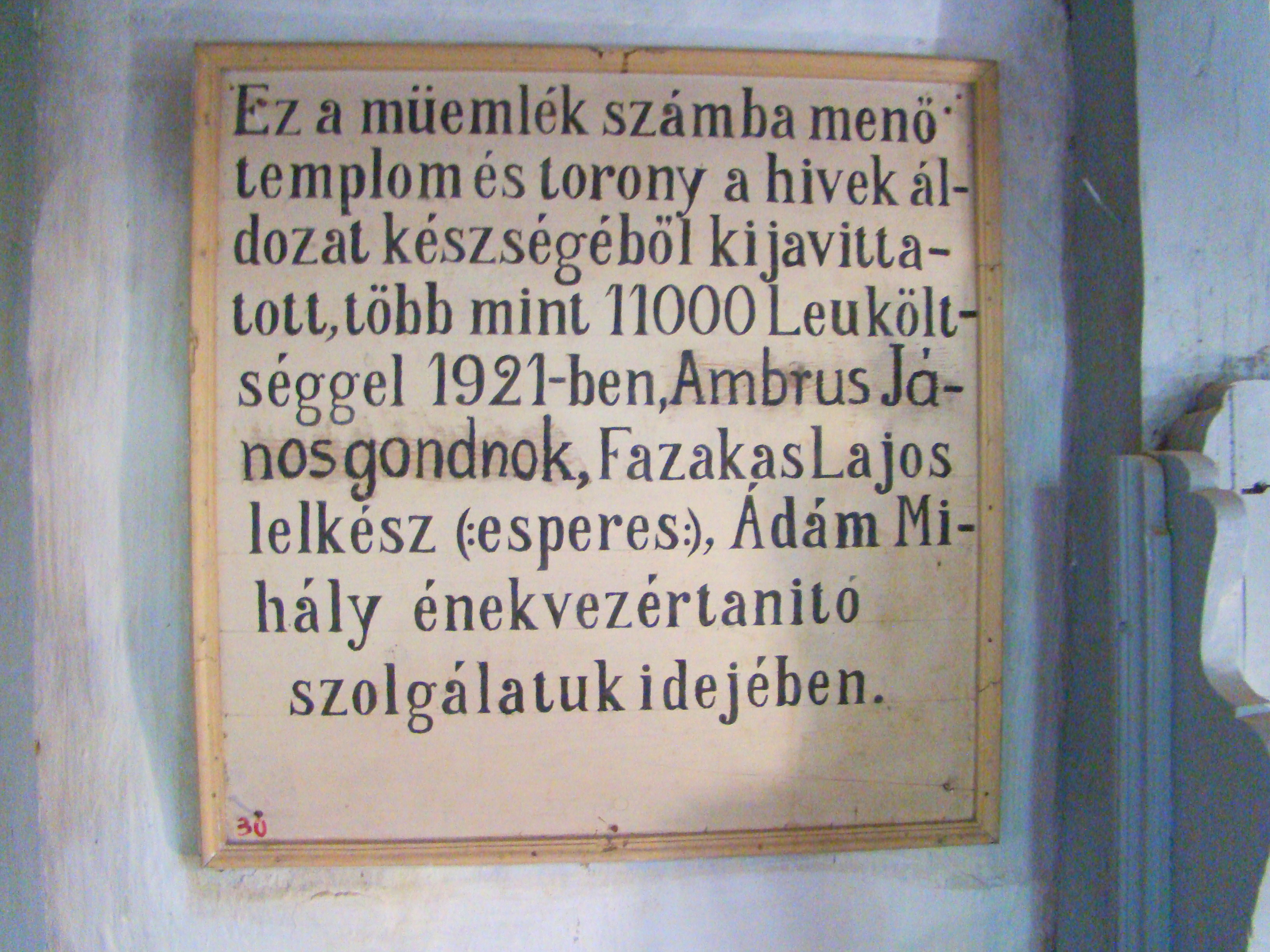
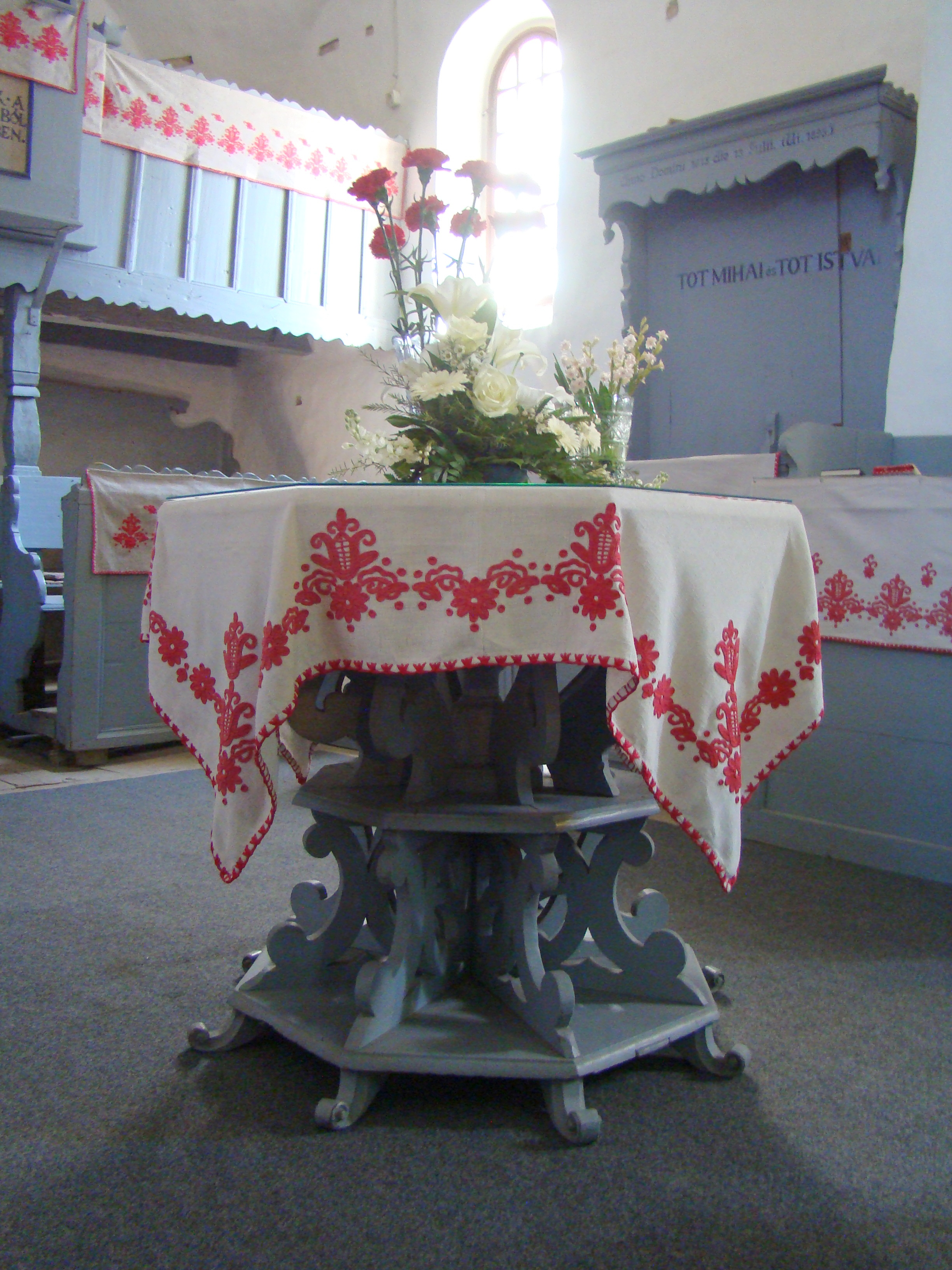
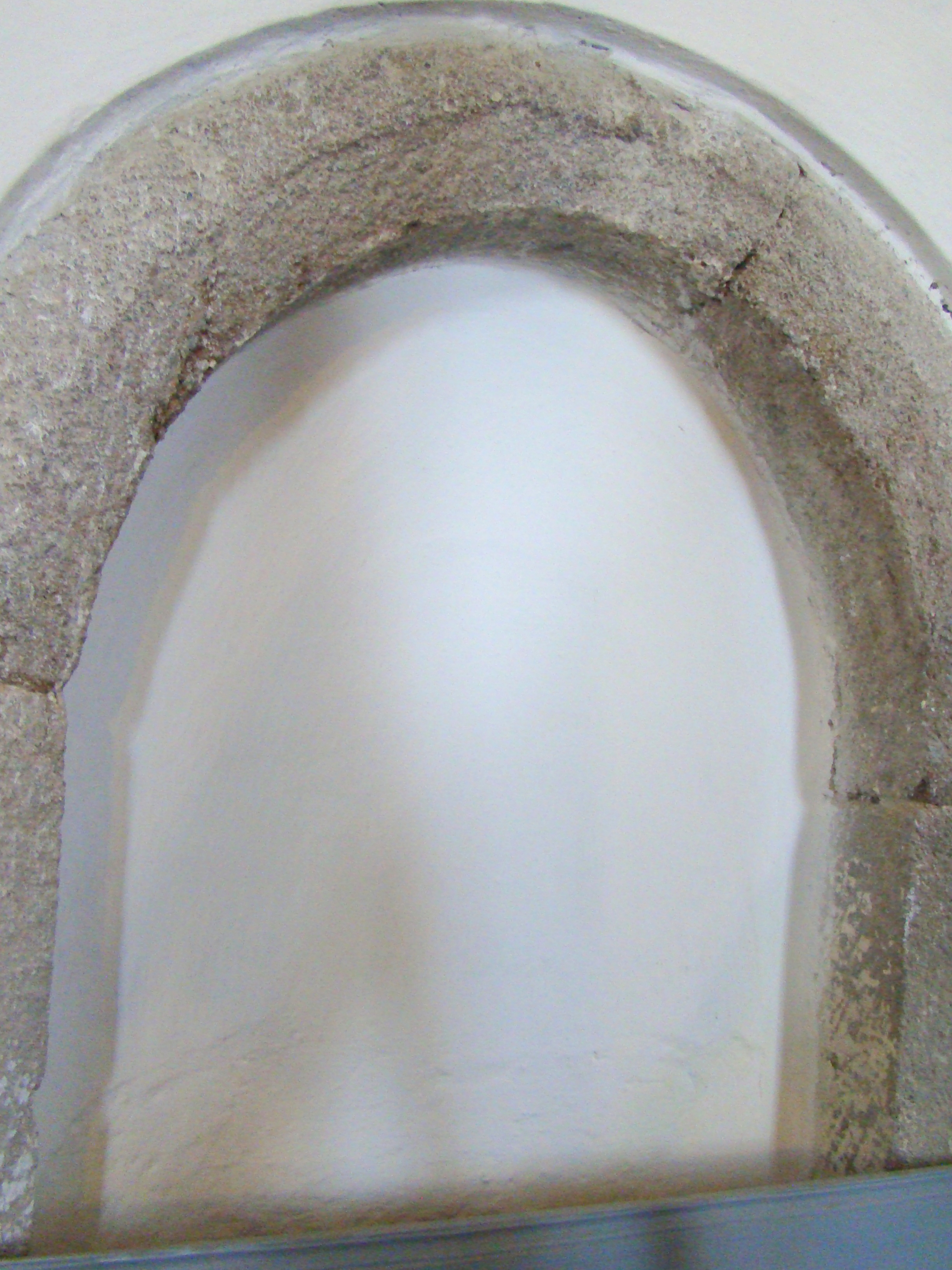
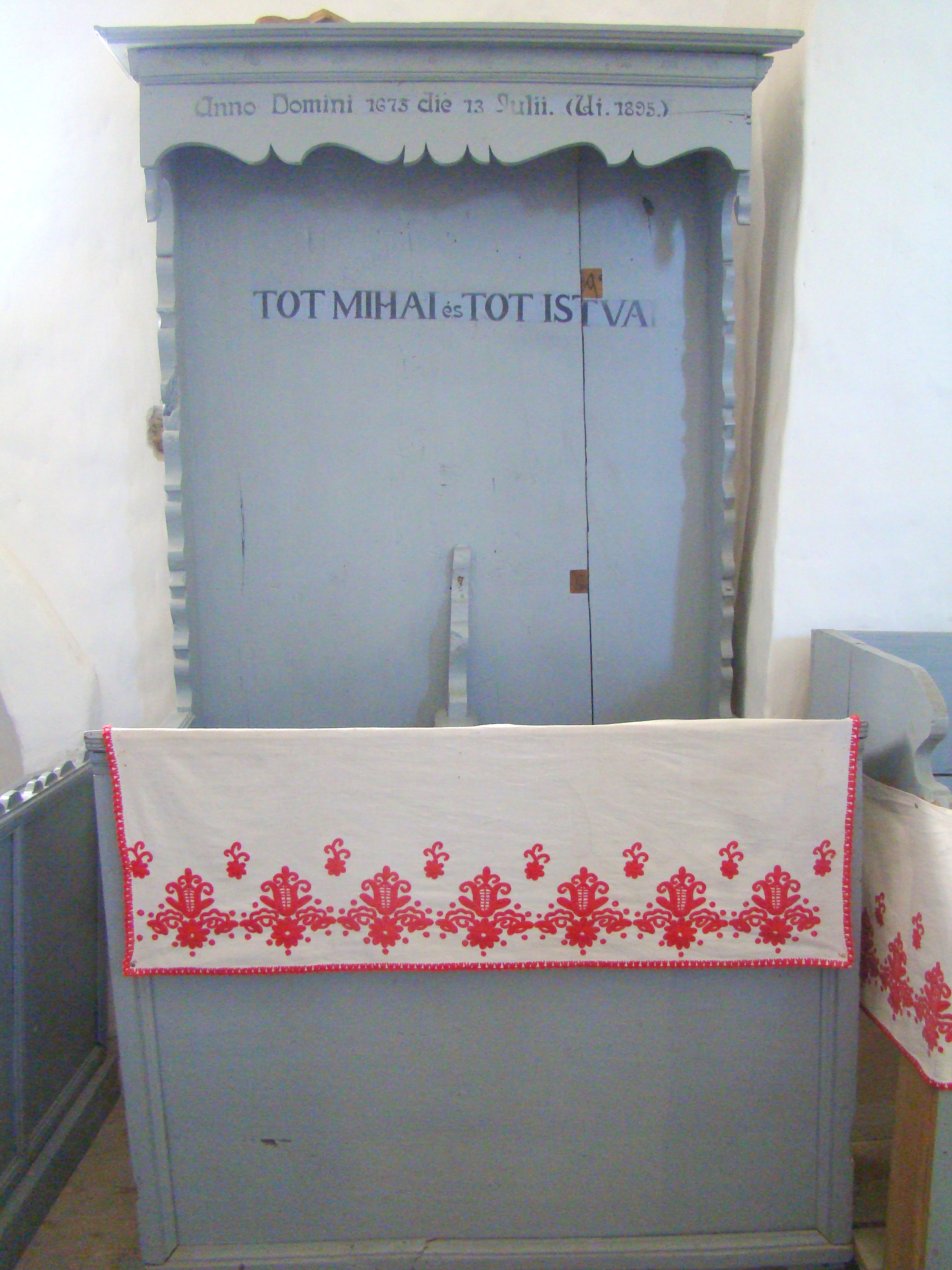
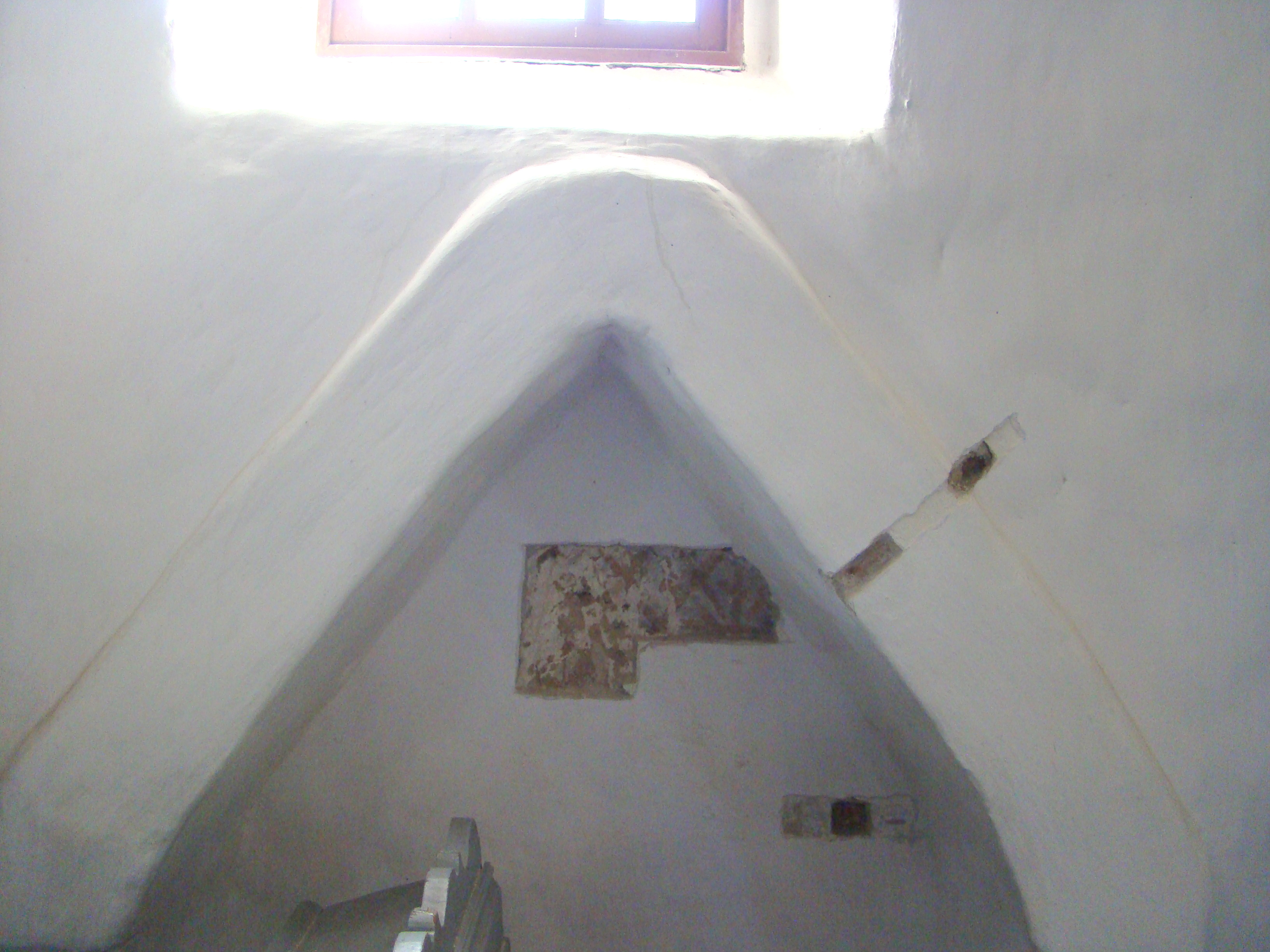
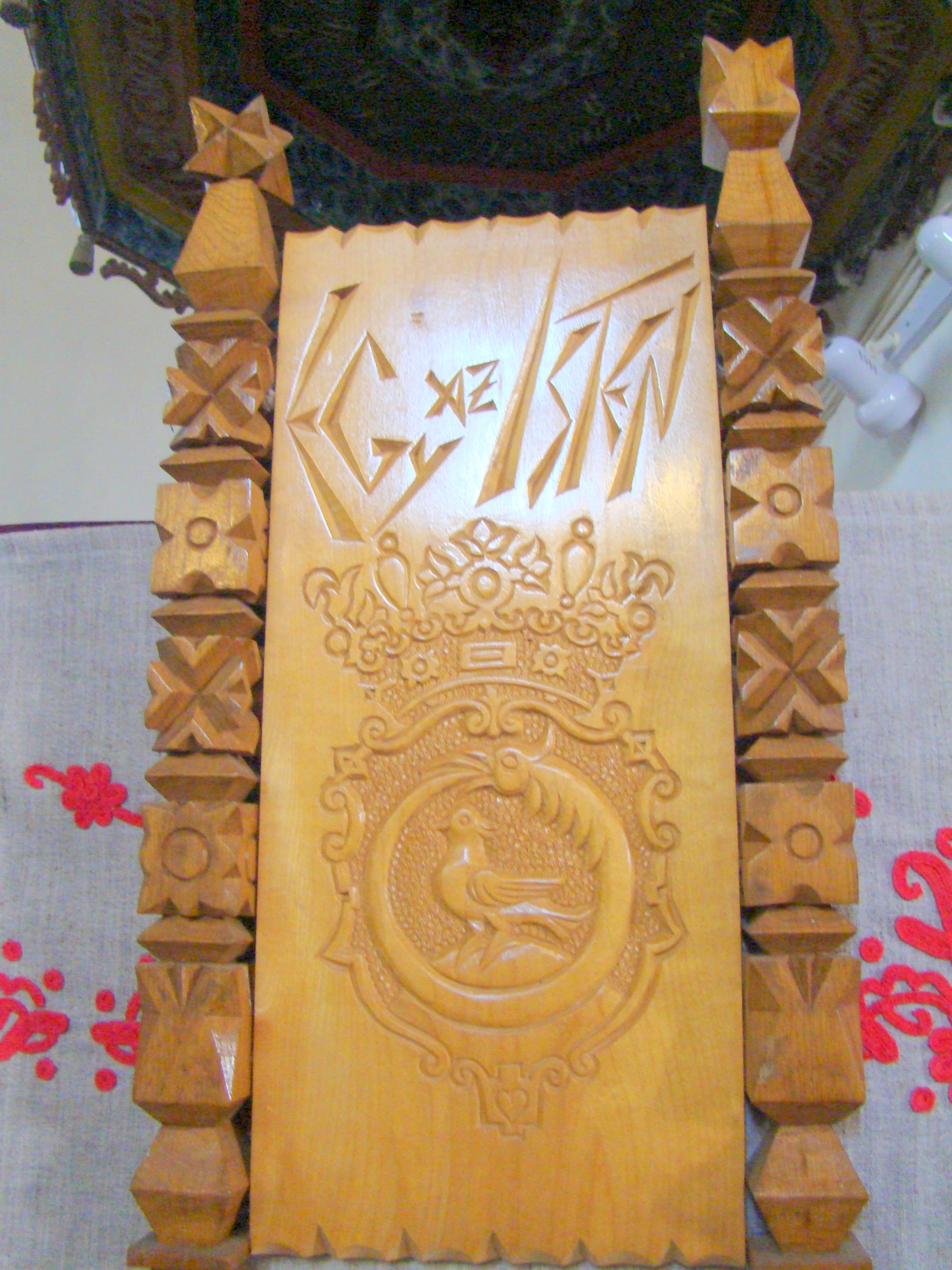
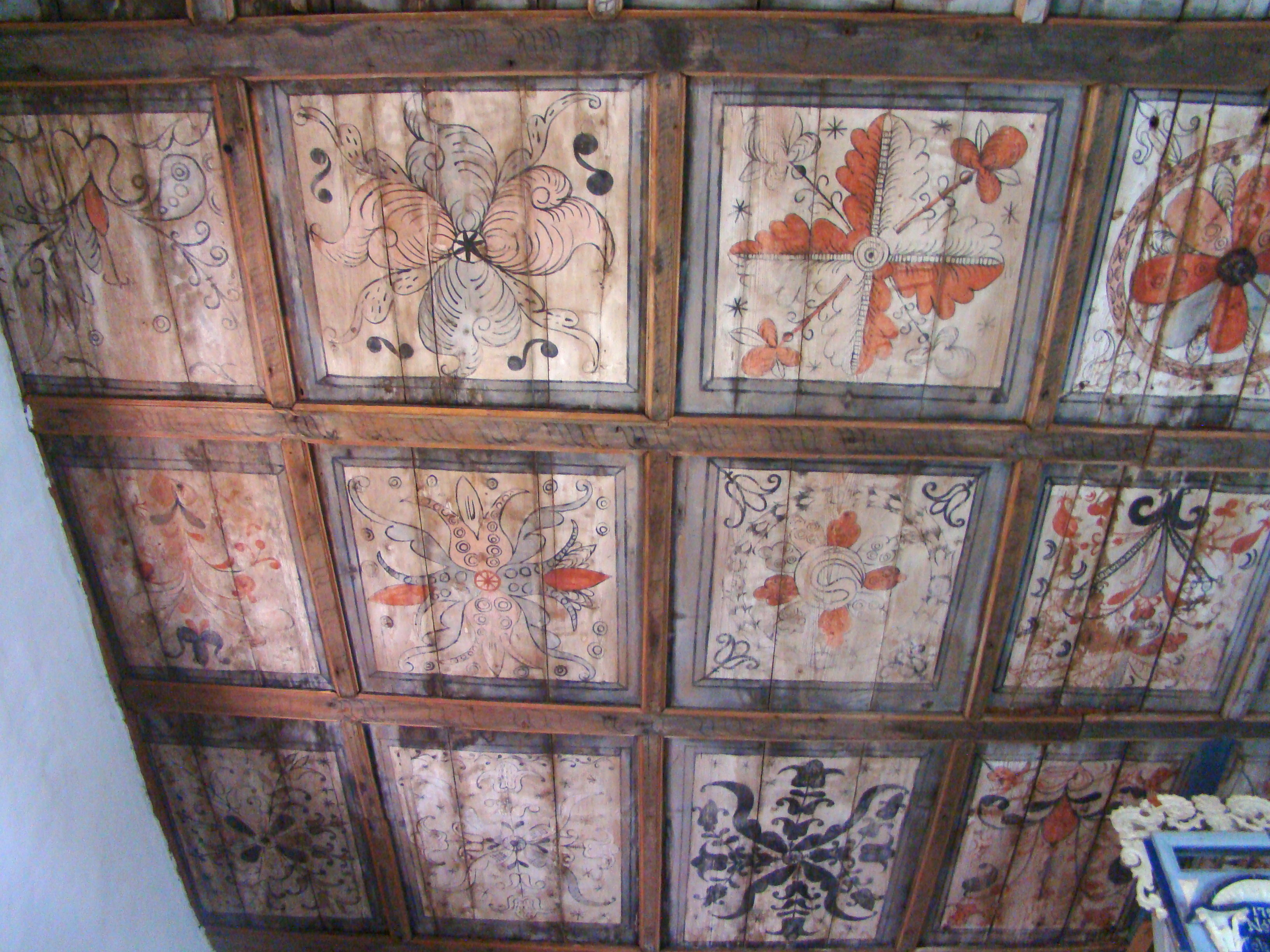
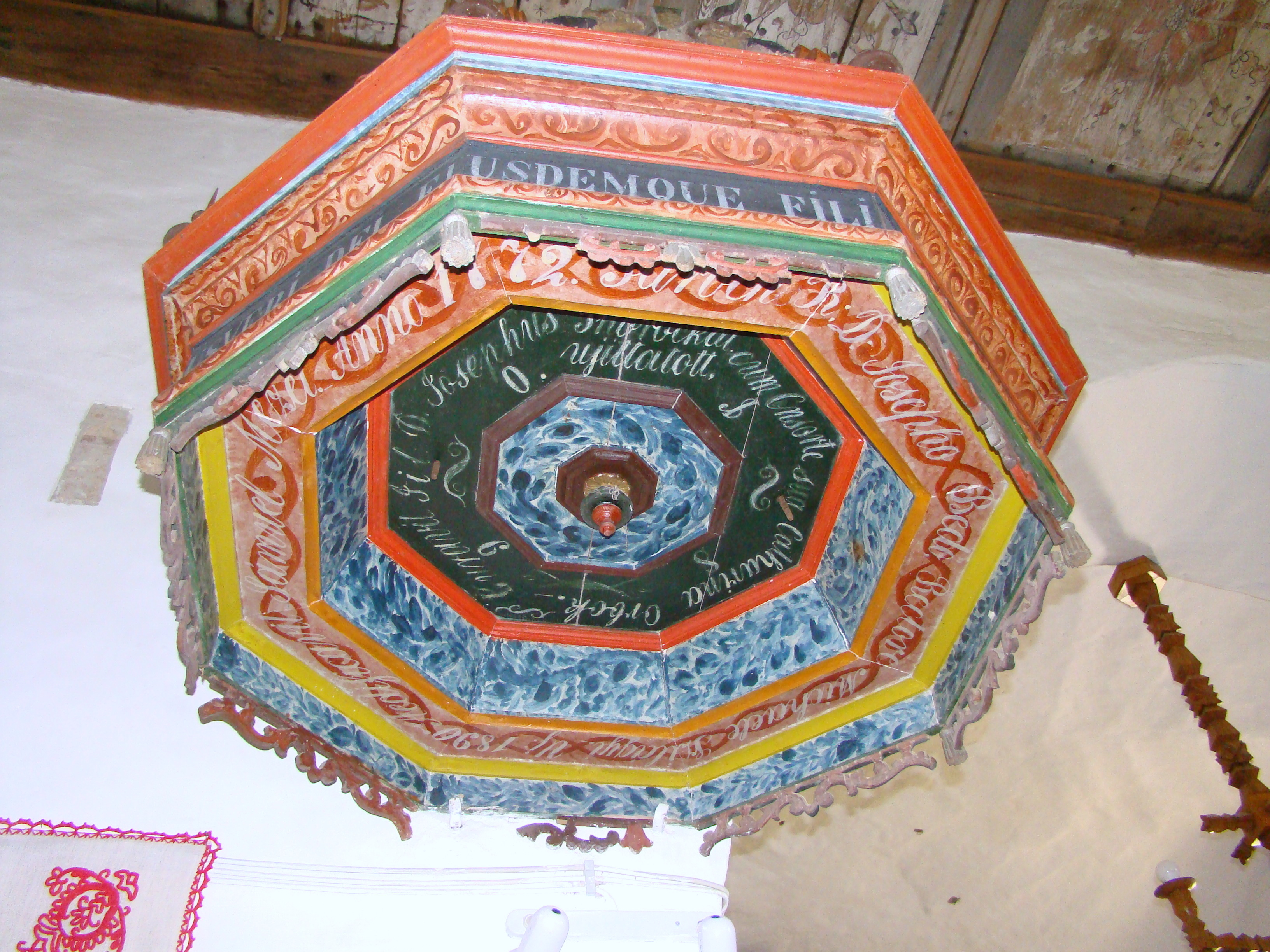
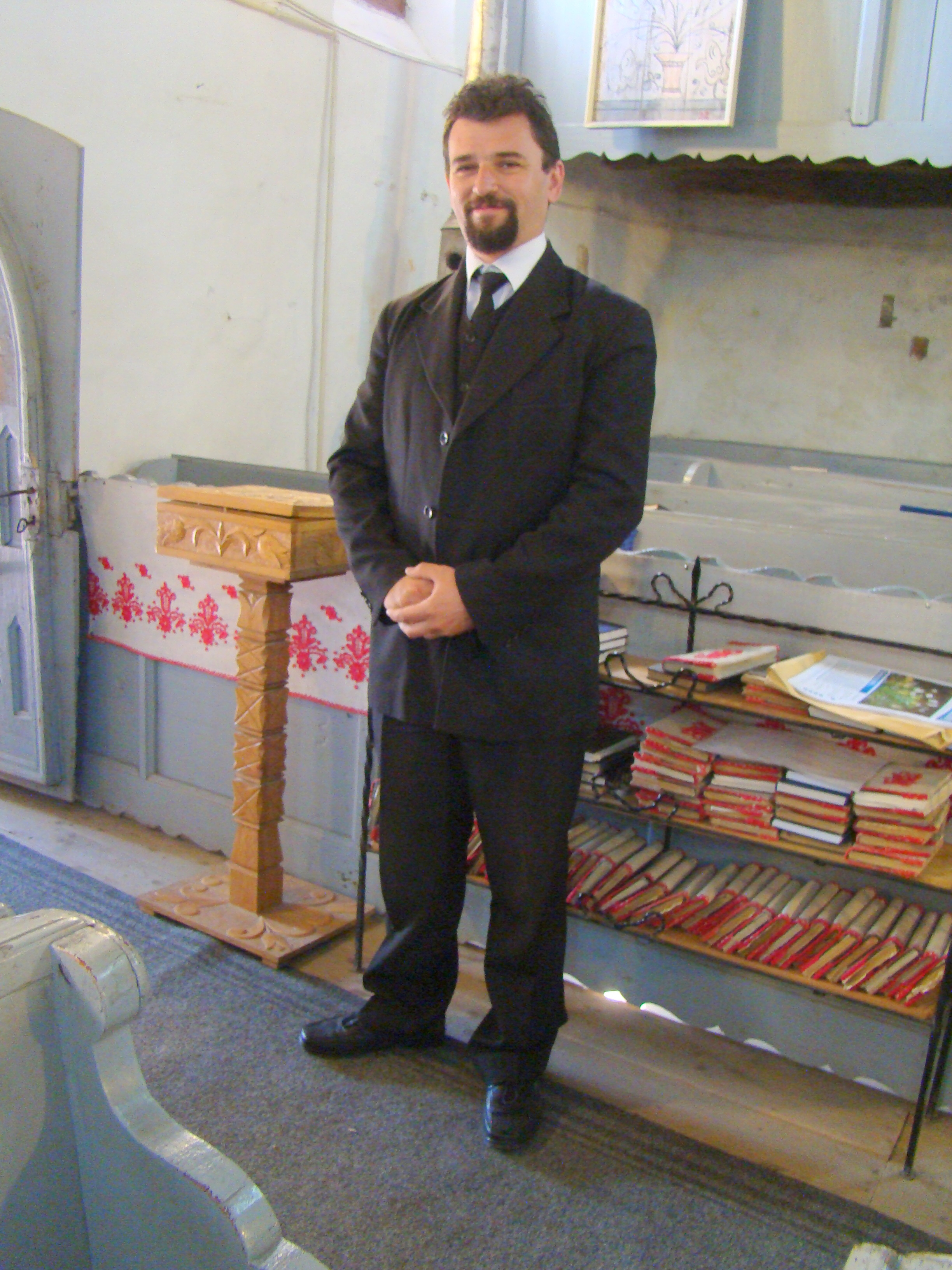
Pastorul bisericii unitariene din satul Mitrești: Kiss Sándor
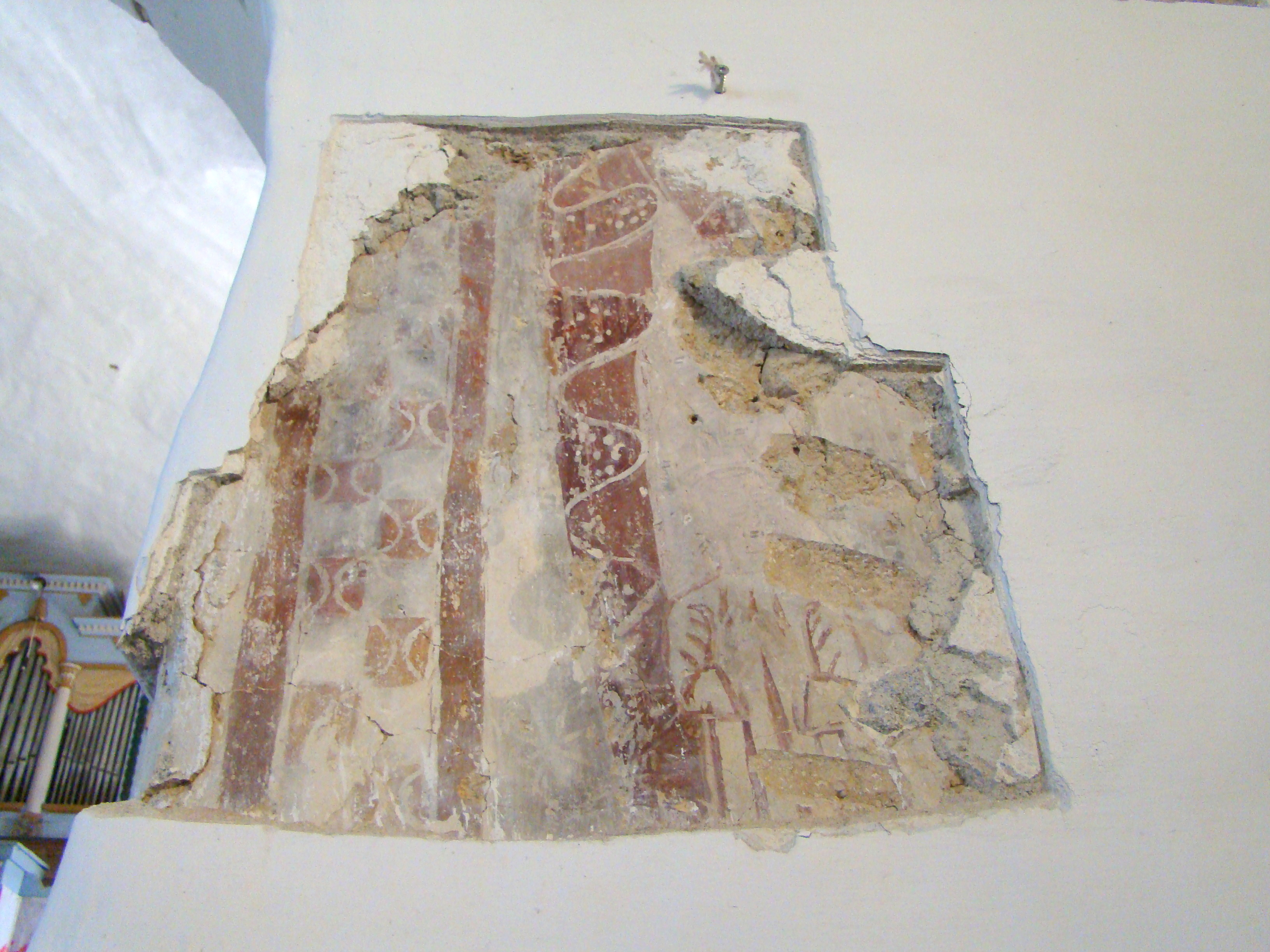
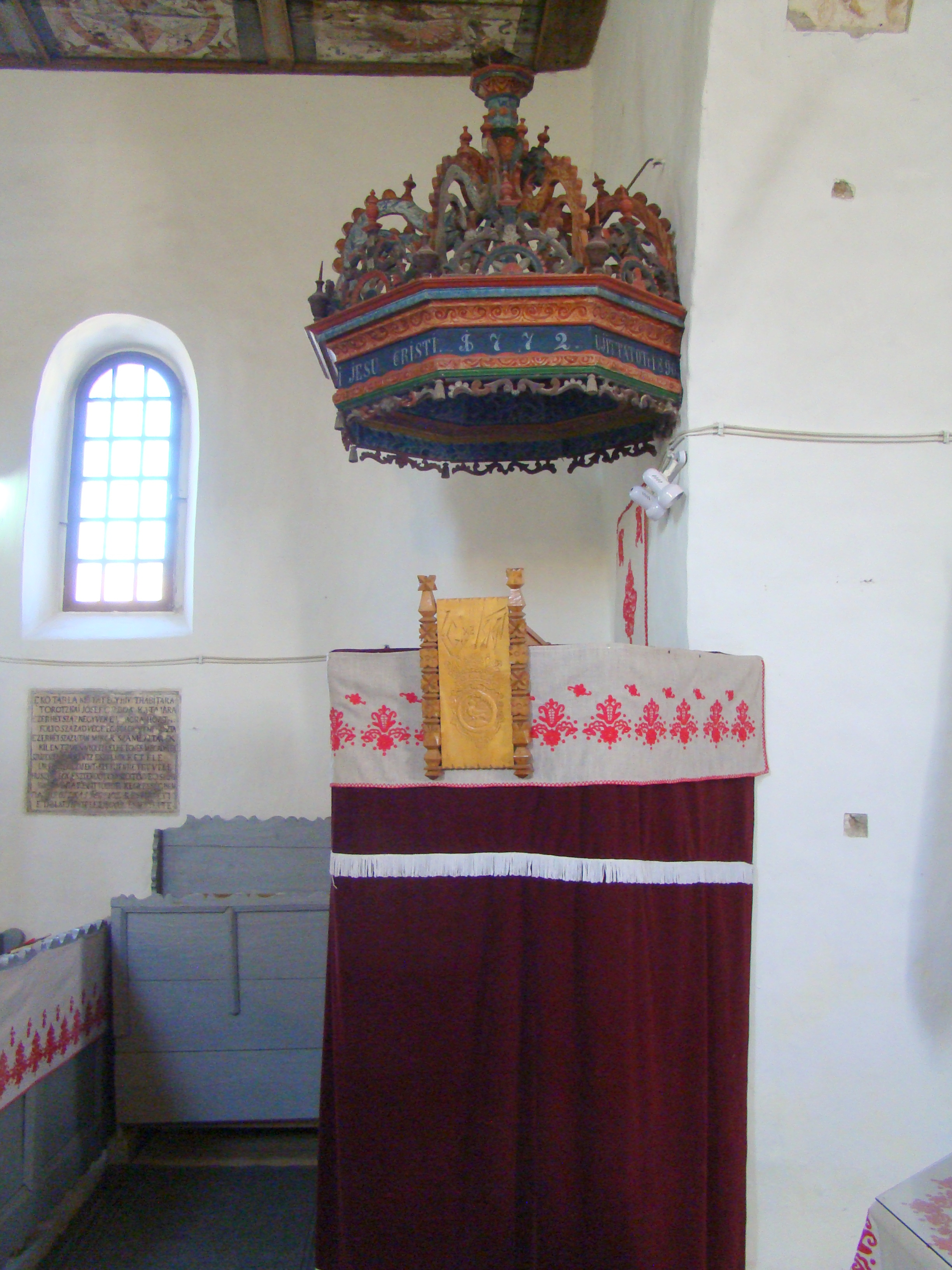
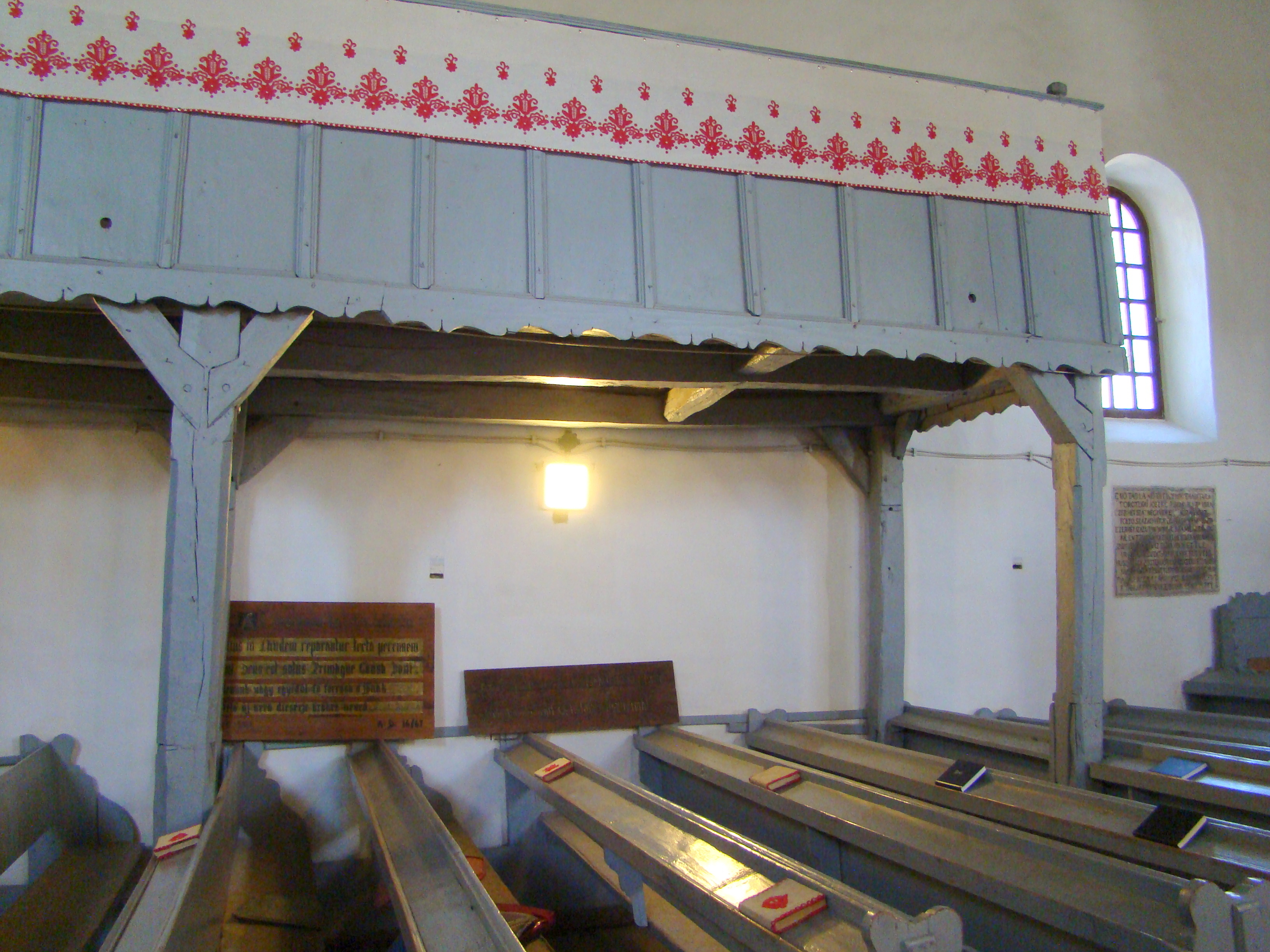